# Toyota Land Cruiser
Toyota Land Cruiser (укр. Тойота Ланд Крузер) — «флагманський» позашляховик автоконцерну Toyota, який виробляють з 1951 року.

## Передісторія
У 1941 році японські війська окупували Філіппіни, де вони захопили Bantam Mk II і доставили його до Японії. Військове керівництво Японії наказало Toyota побудувати подібний автомобіль, але він не повинен був нагадувати американський Jeep. Прототип АК японська армія назвала «Малий вантажний вагон типу 4» (яп. 四式小型貨物車 yon-shiki kogata kamotsusha).

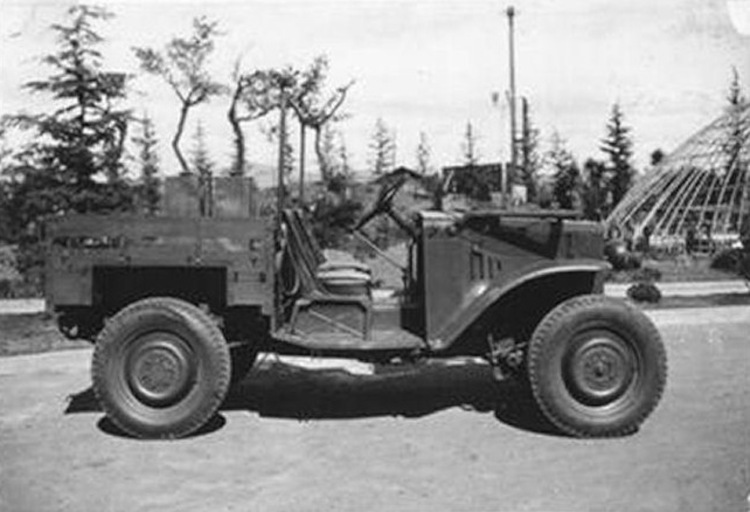
Toyota AK10 1941
„Typ 4 kleiner Lastwagen“

Пізніше в 1941 році японський уряд попросив Toyota виготовити легку вантажівку для японських військових операцій. У 1942 році Toyota випустила прототип AK10 вагою 1/2 тонни. AK10 був побудований за допомогою зворотного проектування Bantam GP. Він мав вертикальну решітку радіатора, плоскі передні крила, які нахилялися вниз і назад, як у FJ40, фари, встановлені на крилах з обох боків від радіатора, і складне лобове скло.
AK10 має 4-циліндровий двигун типу C об’ємом 2259 см3. Між AK10 і післявоєнним Toyota «Jeep» BJ немає механічного зв'язку. Більшість АК10, на відміну від американського Jeep, не використовувалися активно, і його фото на полі бою майже не залишилося.

## Land Cruiser BJ і FJ (1951—1955)

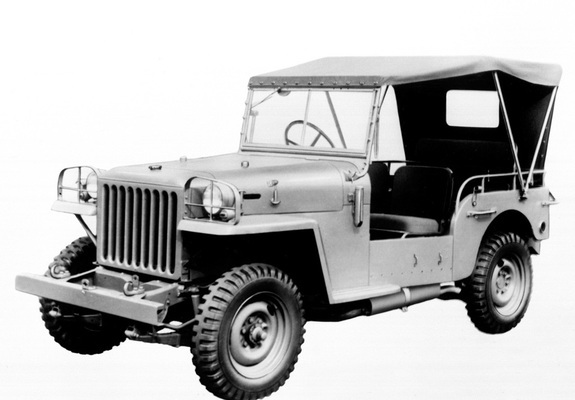
Toyota-„Jeep“ BJ

Land Cruiser — родич Jeep. Перший у світі позашляховик Toyota був створений на базі Willys і призначався для продажу американським військам. Автомобіль спочатку назвали Toyota Jeep, однак потім передумали і створили абревіатуру BJ. Тут B — позначення тойотівського шестициліндрового рядного двигуна об'ємом 3,4 літра, а J — Jeep. Конструкція двигуна базувалася на двигуні Chevrolet 207 і була створена за ліцензією, але з метричними розмірами та незначними змінами відповідно до місцевого ринку
Автомобіль був задньопривідним із підключанням передніх коліс, без понижених передач. Серійне виробництво стартувало в 1953 році. 1954 року автомобіль отримав назву Land Cruiser.

## Land Cruiser 20 (1955—1960)

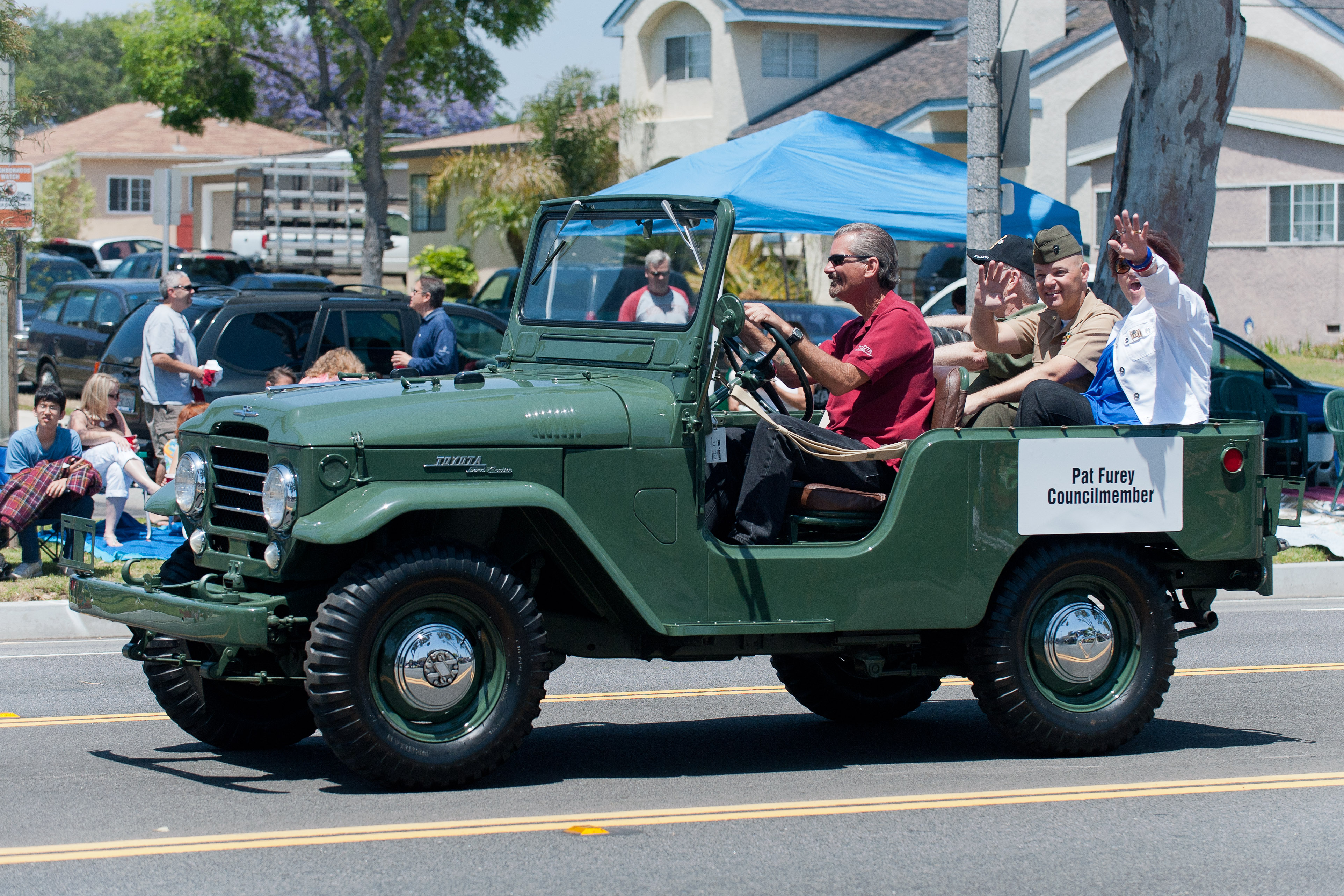
Land Cruiser FJ25

У 1955-му BJ піддався модернізації, з'явився перший у світі Land Cruiser 20. Військовий автомобіль адаптували для цивільного використання. Автомобіль отримав рядний шестициліндровий бензиновий двигун F 3,9 л, а його потужність на 5 «коней» перевищила 100-сильну позначку. За весь час виробництва 20 серія була випущена в кількох типах кузова.

## Land Cruiser 40 (1960—1984)

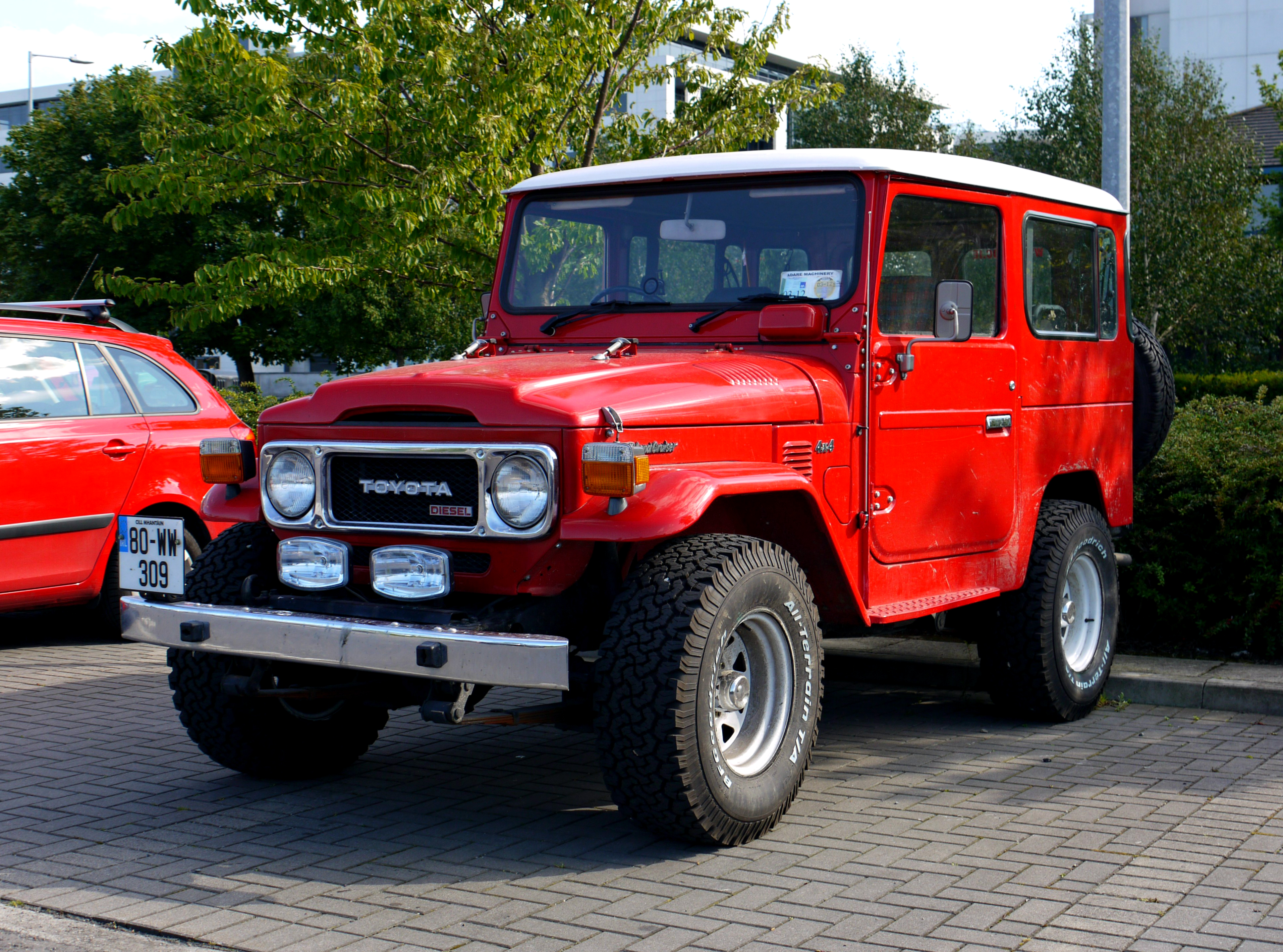
Land Cruiser 40

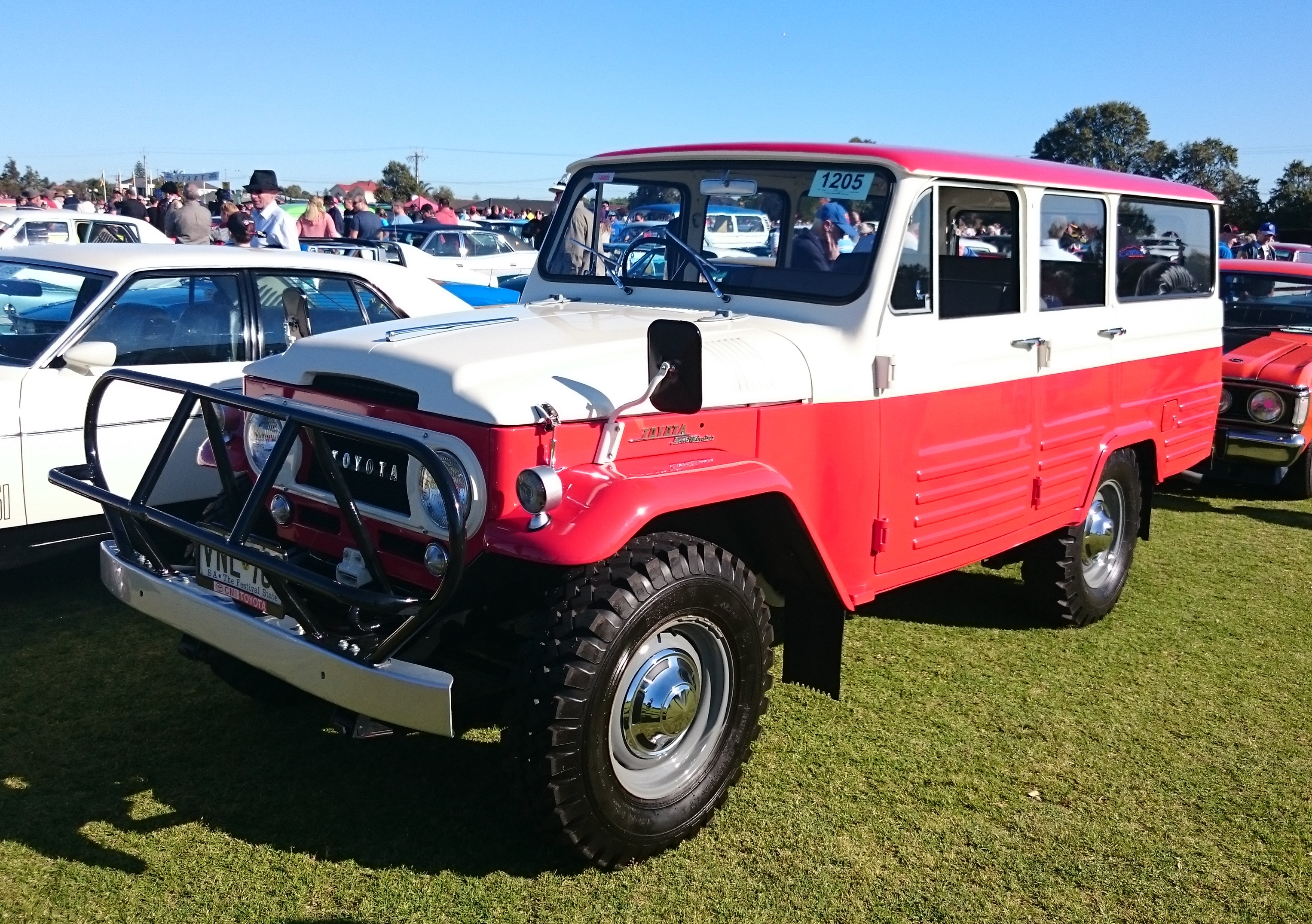
Toyota Land Cruiser Station Wagon (FJ45)

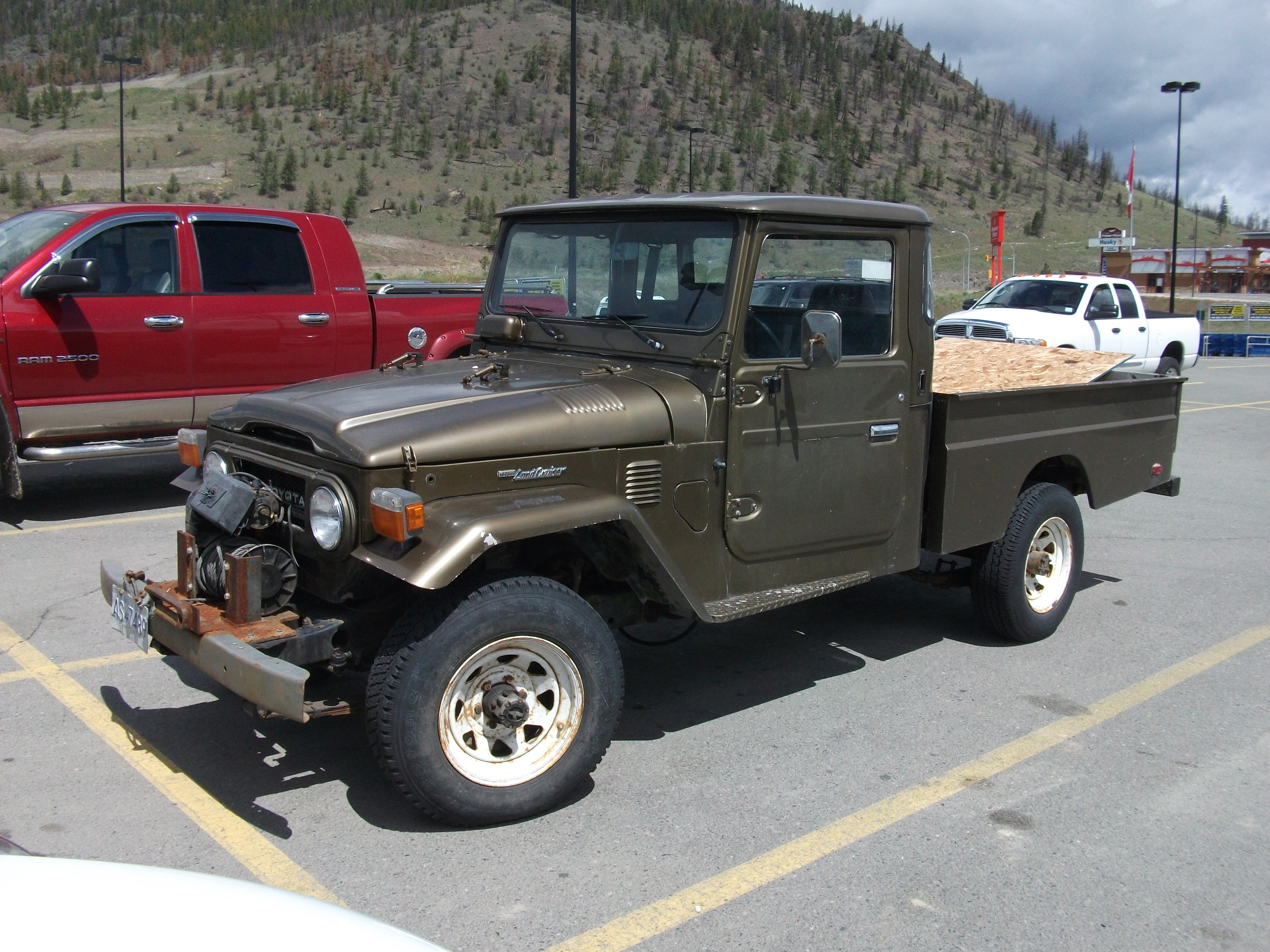
Land Cruiser 40

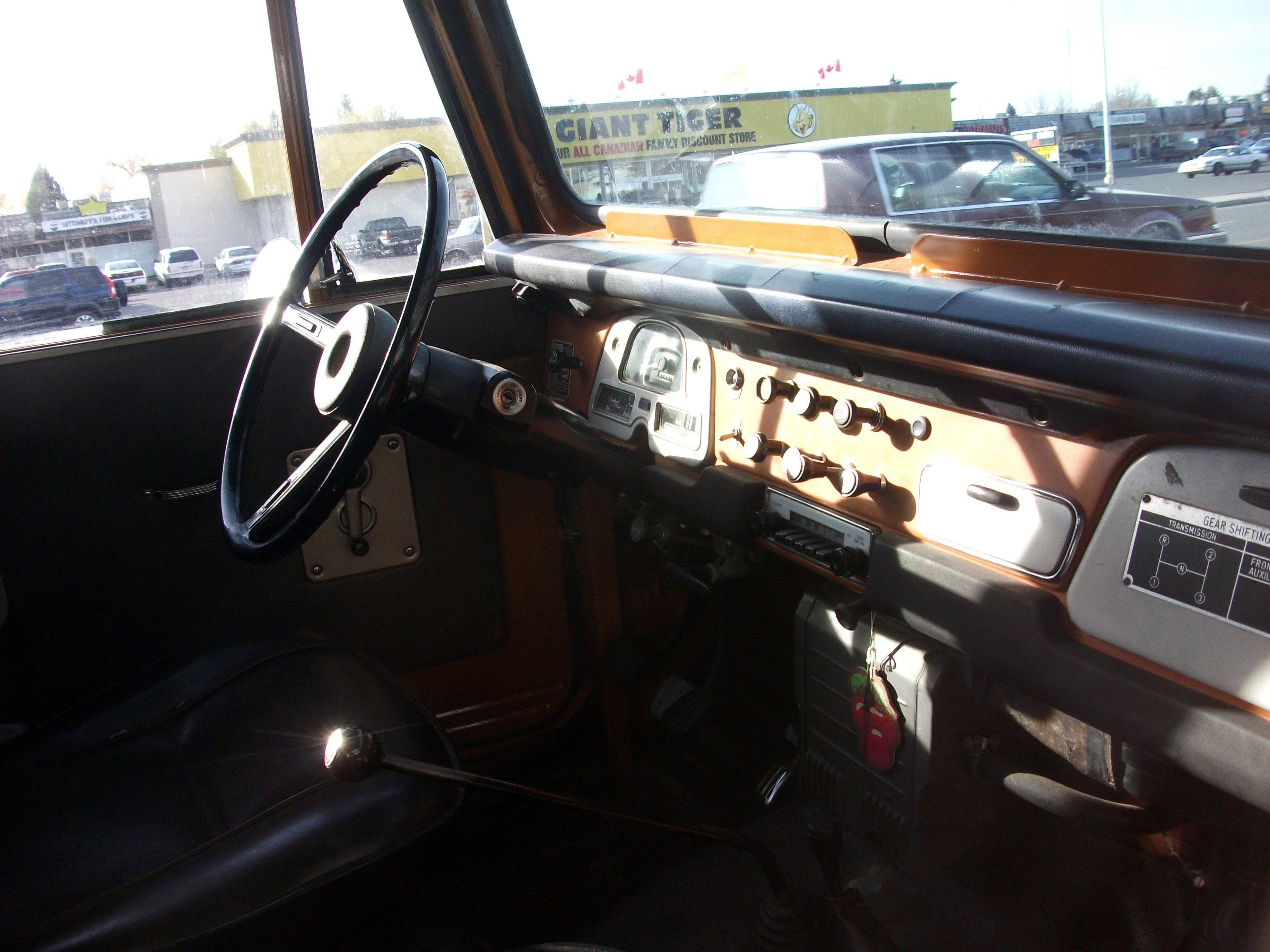

Серія Land Cruiser J40 з'явилася в 1960 році, і спершу в неї входили тільки автомобілі з бензиновими моторами (F 3,9 л, 125 к.с.). Кожен кузов у серії має свій індекс: «короткі» називаються BJ40/41/42, «середні» — BJ43/44/46, а «довгі» — HJ45/47. Як і попередник, автомобіль був подальшою еволюцією шасі Willys. З часом техніка «сороківки» обросла новими «подробицями»: знижений ряд у трансмісії. Згідно японської автомобільної класифікації тих років, подібні транспортні засоби позначалися як важкі, що означало високі ставки транспортного податку. Але в 1974 році в сімействі J40 з'явився позашляховик, з якого класифікувати транспортні засоби такого класу стали по-новому. Інженерам Toyota Motor вдалося розточити дизельний двигун Toyota B до 3,0 літрів (85 к. с.), який стали встановлювати на Land Cruiser (модель BJ40). Позначення моделей — FJ4x (бензинові двигуни F, 2F), BJ4x (дизельні двигуни).
В результаті вийшов автомобіль, який став користуватися гарним попитом не тільки серед організацій, а й серед приватних осіб. По суті, Toyota Land Cruiser BJ40 і став відправною точкою в популяризації силових агрегатів такого типу на легкових автомобілях і позашляховиках.
FJ Cruiser був рімейком саме на J40.

### Двигуни
- 3,9 L F I6
- 4,2 L 2F I6
- 3,0 L B diesel I4
- 3,2 L 2B diesel I4
- 3,4 L 3B diesel I4
- 3,6 L H diesel I6
- 4,0 L 2H diesel I6

## Land Cruiser 55 (1967—1980)

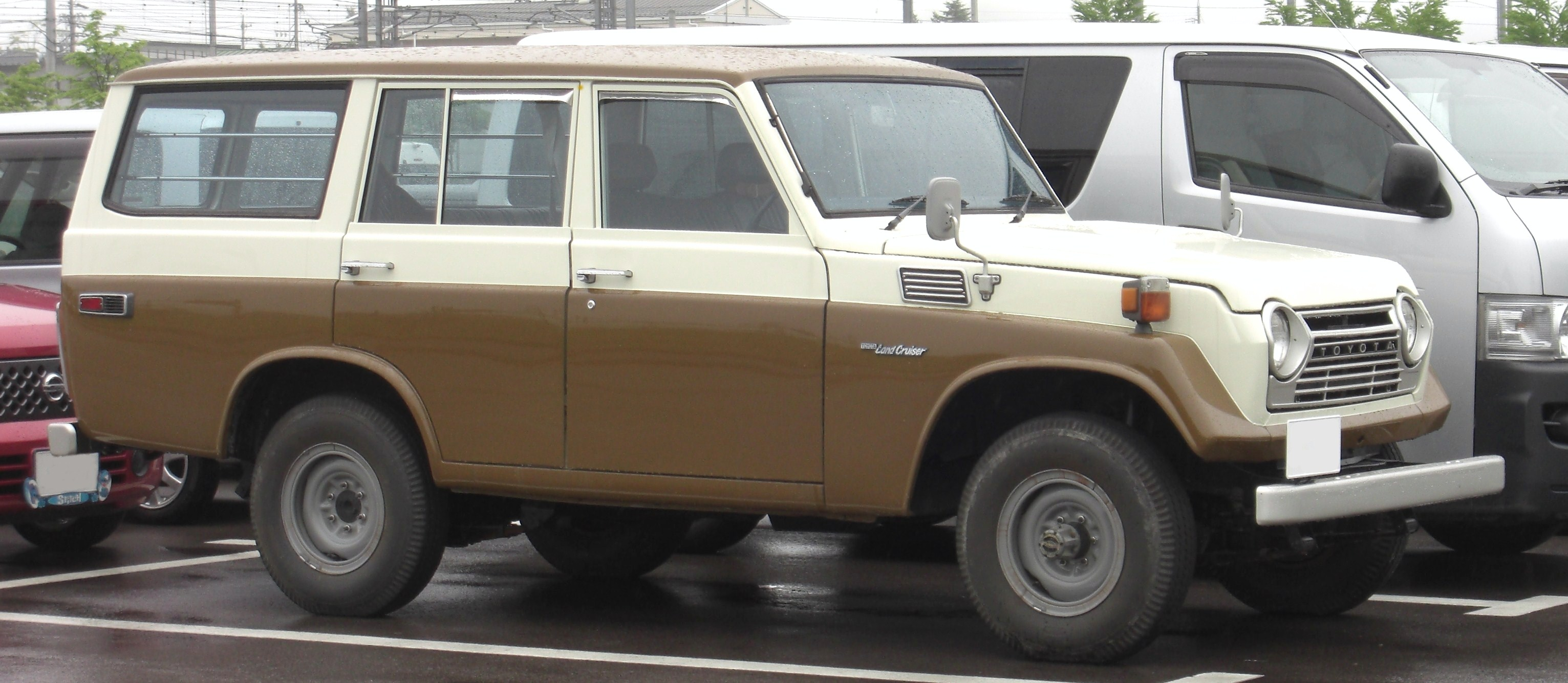
Land Cruiser 55

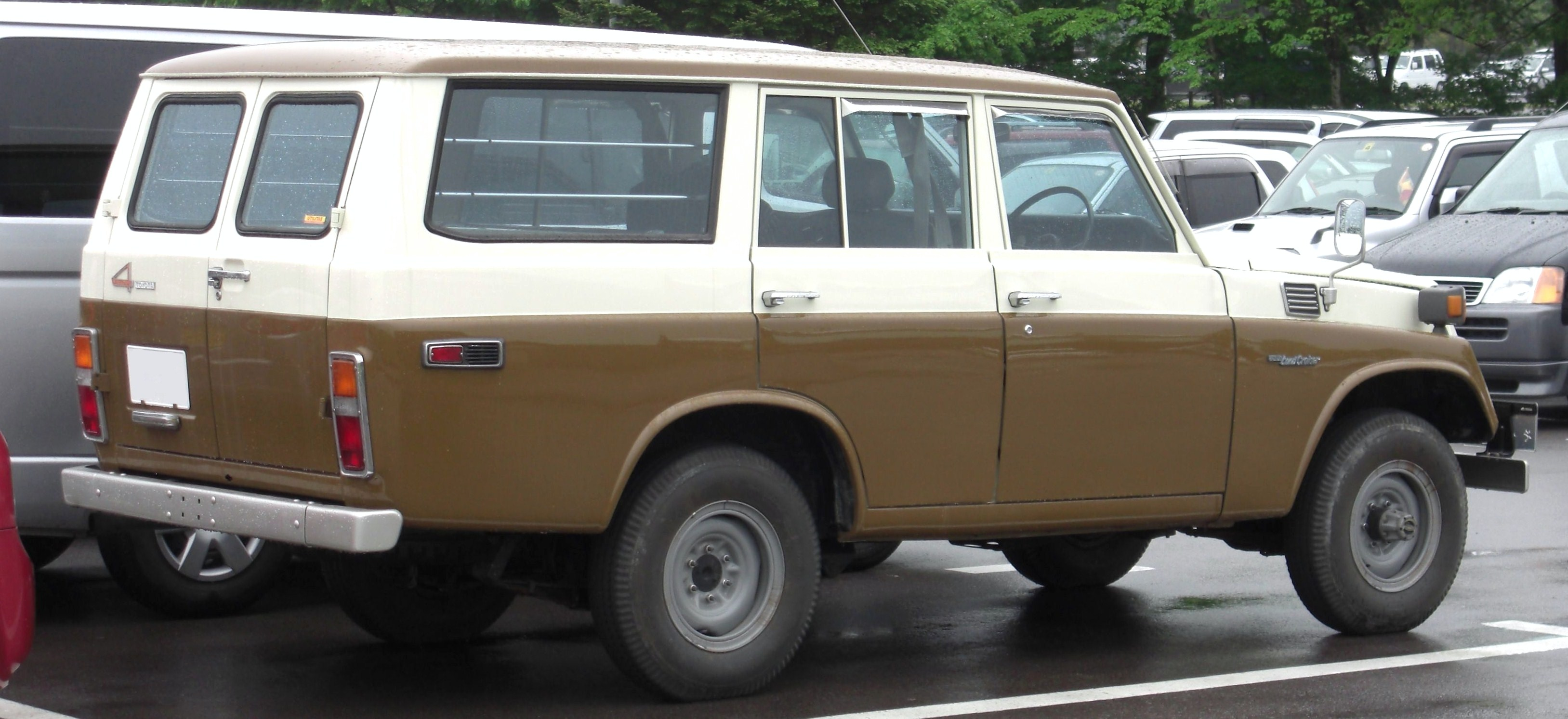
Land Cruiser 55

У 1967 році з'явився Land Cruiser 50, розрахований на нових клієтнів, які цінять розкіш та комфорт і виготовлявся паралельно з Land Cruiser 40. Пятидверний кузов-універсал, більш м'яка підвіска і допрацьований салон. Двигуни тільки бензинові: F 3,9 л (125 к. с.), а з 1975 року 2F 4,2 л (135 к. с.). А на світ 50-й «круїзер» все так само дивився круглими очима Willys.

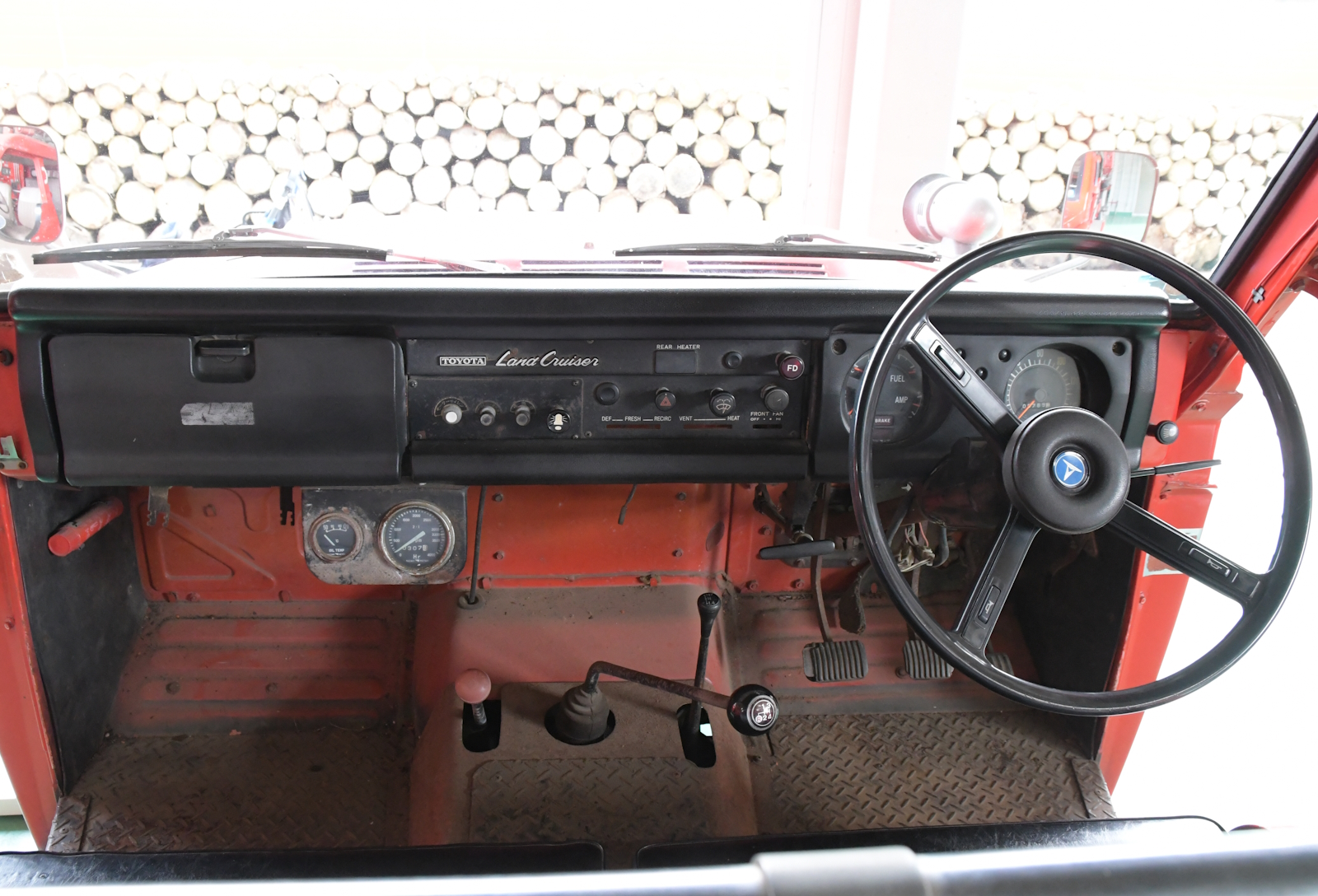

### Двигуни
- 3,9 L F I6
- 4,2 L 2F I6

## Land Cruiser 60 (1980—1990)

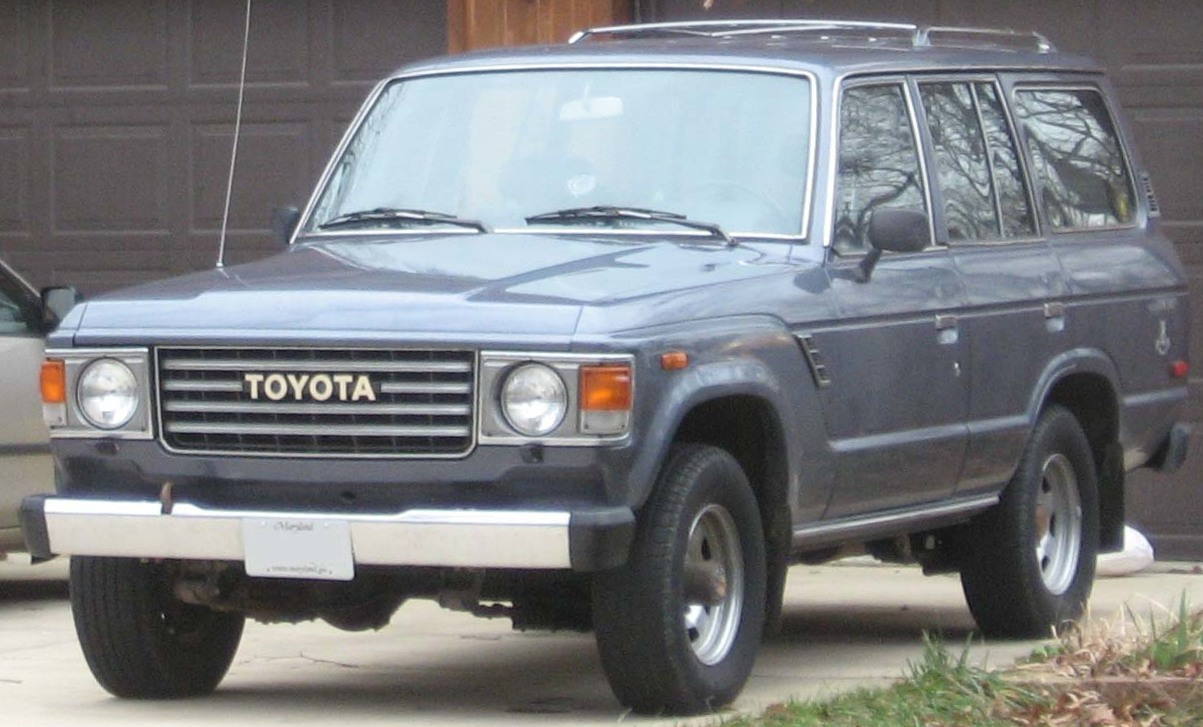
Land Cruiser 60 (1980—1987)

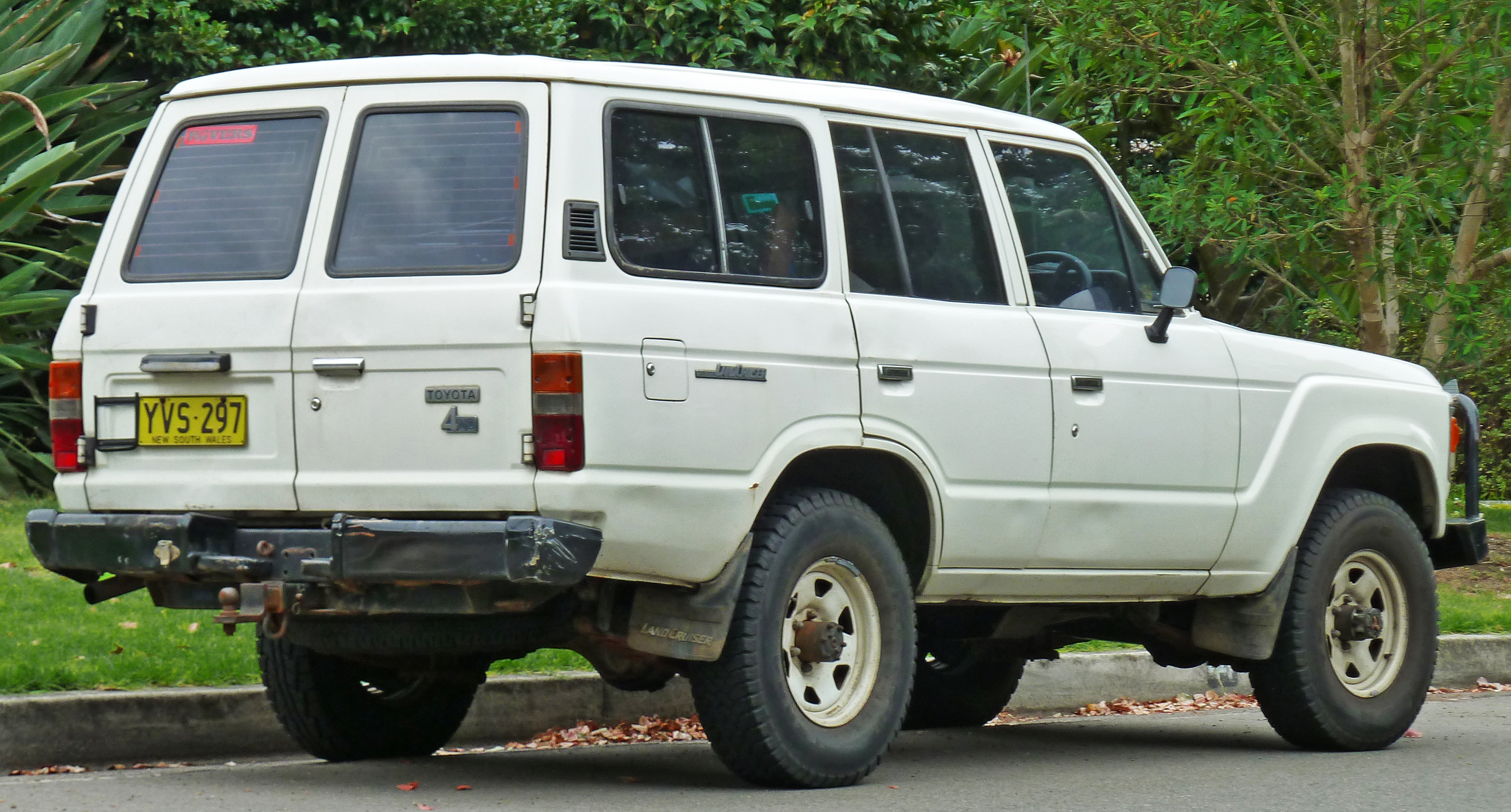
Land Cruiser 60

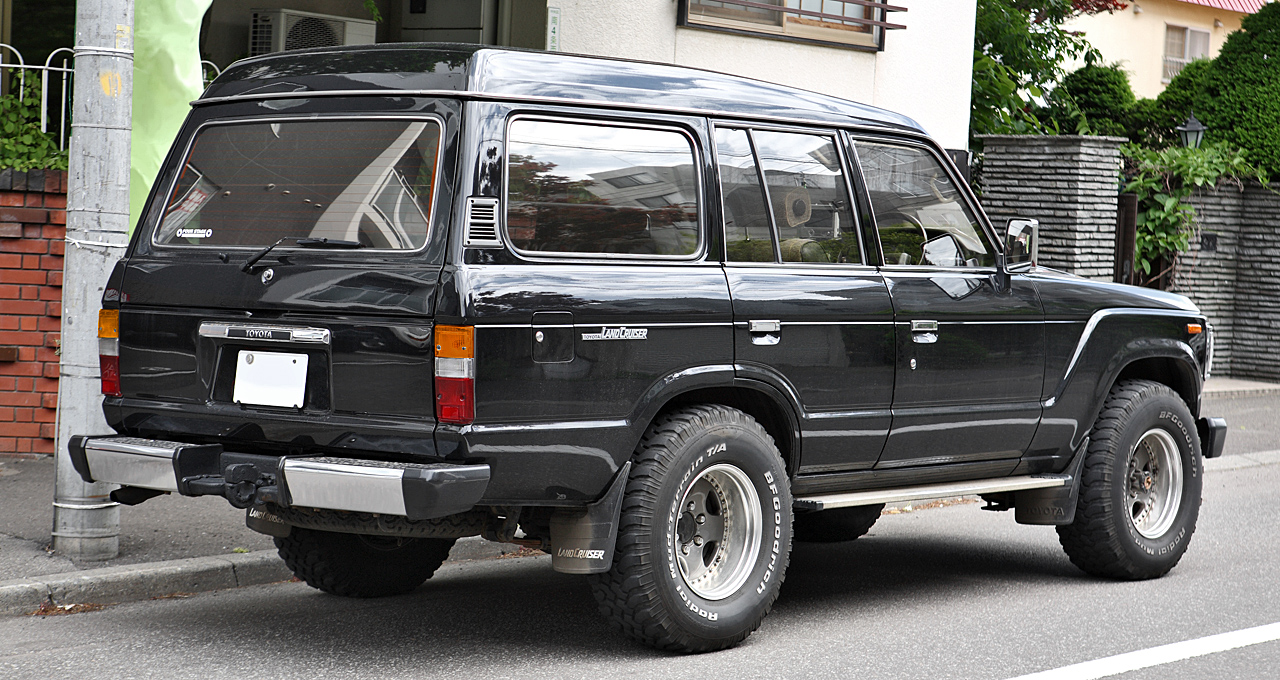
Land Cruiser HJ60

У 1976 році під керівництвом головного інженера Хіроші Осава починаються розробки 60-ї серії Toyota, яка вийде у світ в 1980 році. Ця серія по комплектації дуже схожа на 40-ту, та ж повністю залежна ресорна підвіска, а на перших модифікаціях були навіть однакові мотори і КПП.

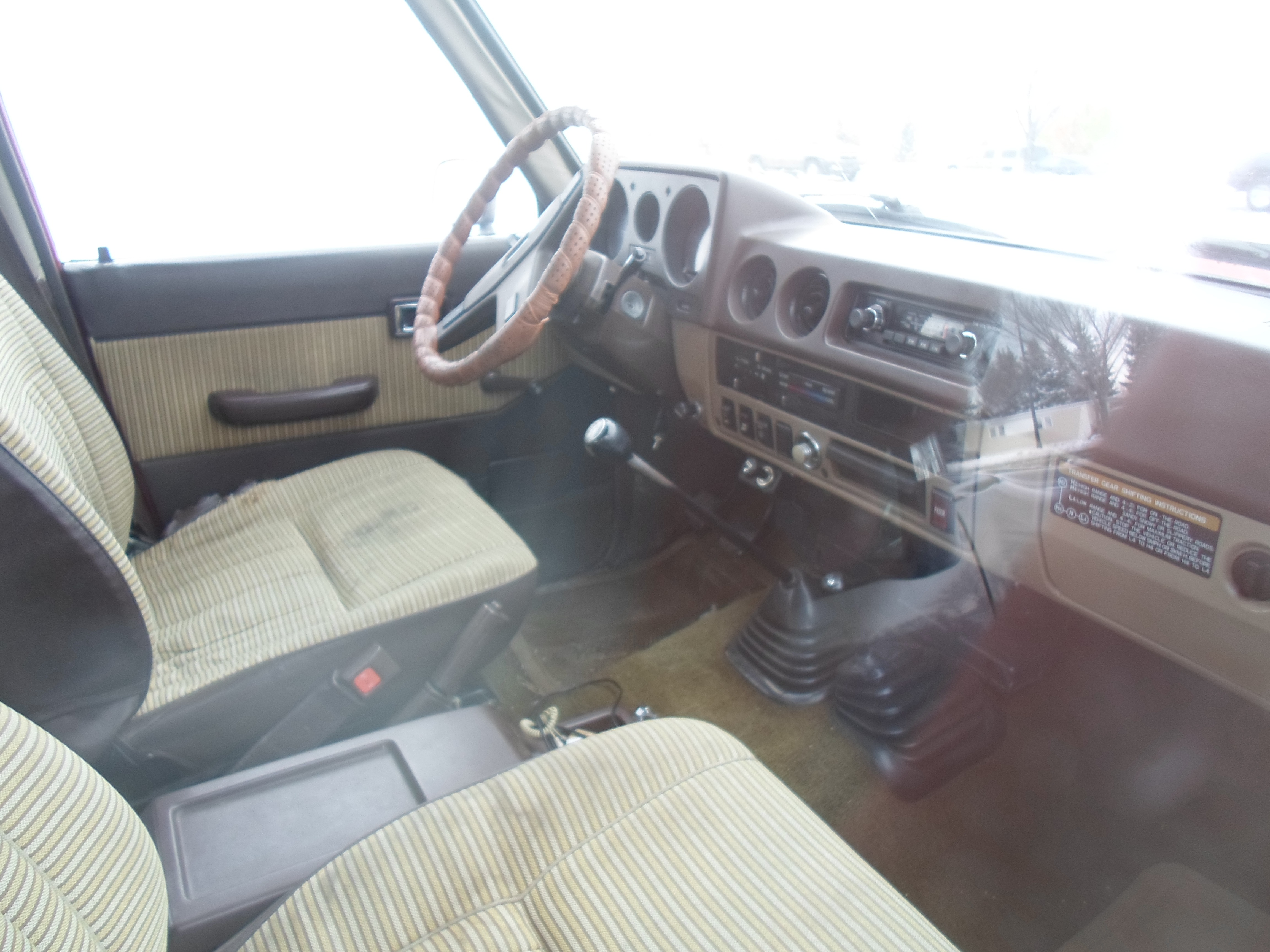

Але в 1982 році з'явився автомобіль HJ60 з шестициліндровим дизельним двигуном типу 2H об'ємом 3980 см3. Об'ємний двигун, кузов із високим дахом, п'ятиступінчаста механічна коробка передач або чотириступінчастий «автомат», електричний люк, дзеркала з дистанційним управлінням робили новий автомобіль потужним і — одночасно — комфортним.
В 1987 році були зроблені невеликі зміни в зовнішньому вигляді автомобіля серії 60: дві круглі фари змінилися на 4 квадратні, встановлювалися більш широкі шини, а також барвисте оформлення кузова.
60-та серія є яскравим прикладом того, як із напіввійськового автомобіля Land Cruiser перетворювався на комфортабельний легковий автомобіль. Ця модель стала прообразом для подальшого розвитку моделей 80-ї, 100-ї і 200-ї серії.

### Двигуни
- 4,2 л 2F Р6 (FJ60)
- 4,0 л 3F Р6 (FJ62)
- 4,0 л 3F-E Р6 (FJ62 від 1988) 158 к. с.
- 3,4 л 3B Р4 дизель (BJ60) 91 к. с.
- 4,0 л 2H Р6 дизель (HJ60) 95 к. с.
- 4,0 л 12Н-Т Р6 турбодизель (HJ61) 136 к. с.

## Land Cruiser 70 (1984— теперішній час)

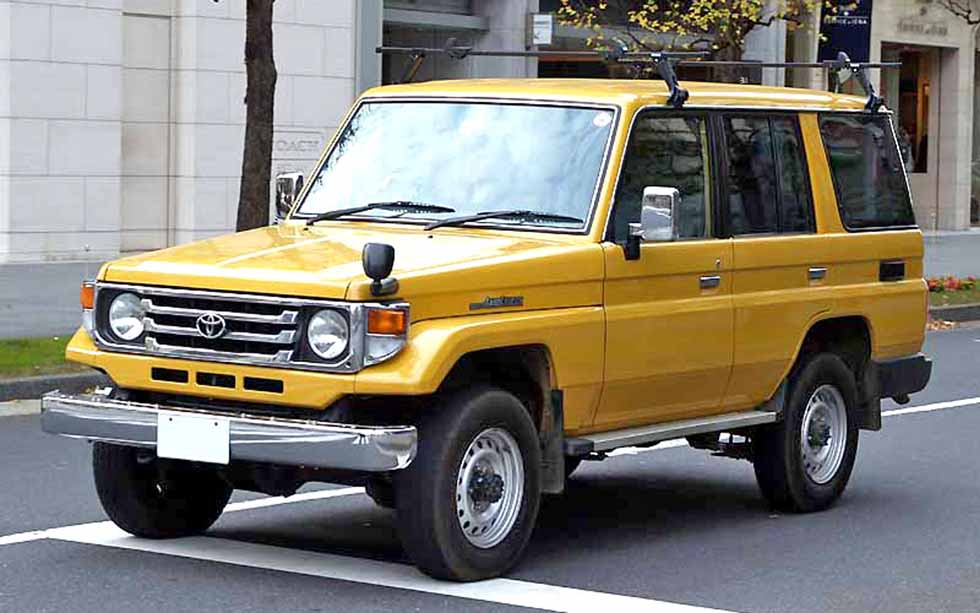
Land Cruiser 70

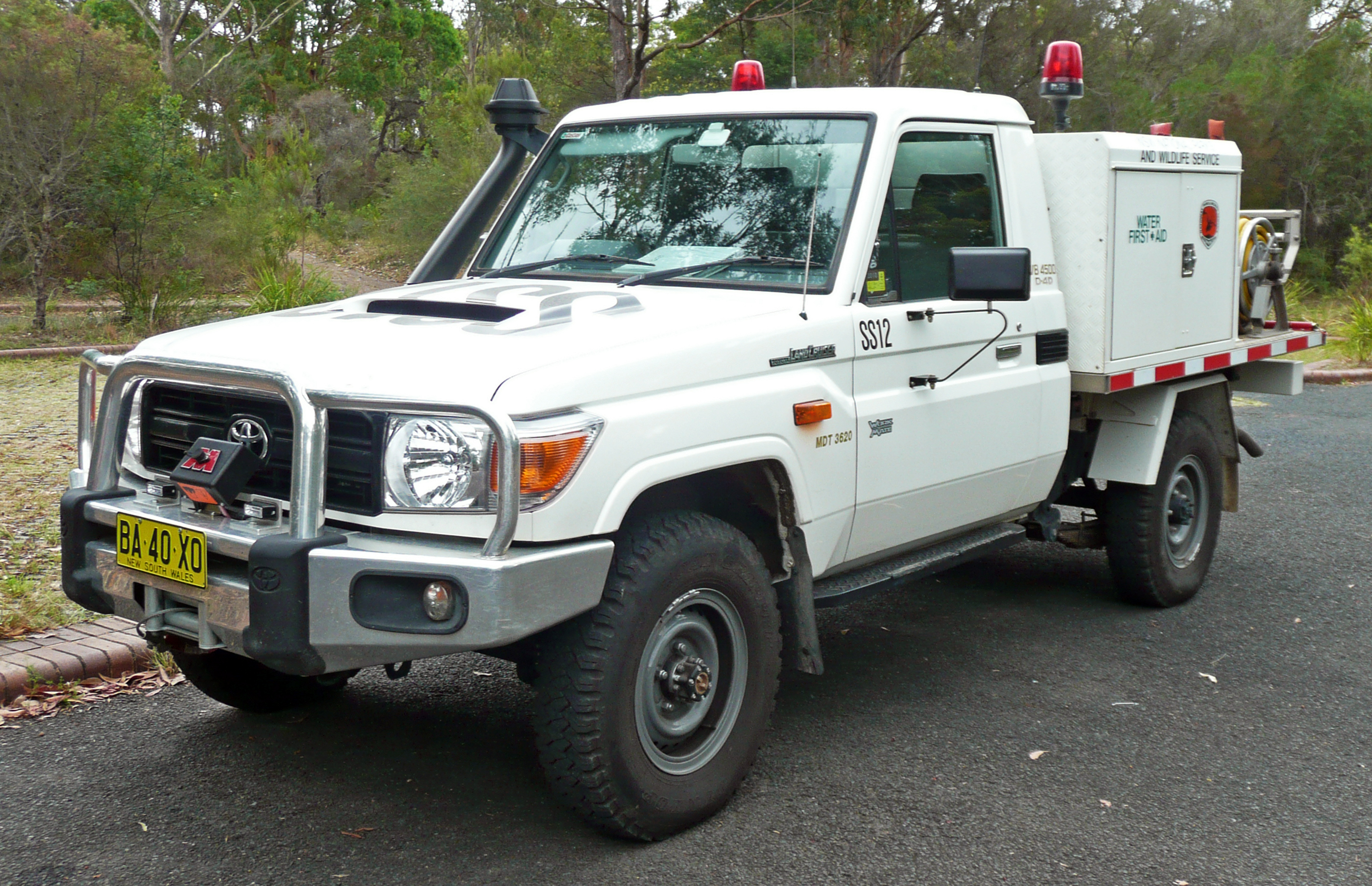
Toyota Land Cruiser 79

Toyota Land Cruiser 70-ї серії почав випускатися з 1984 року. Підвіска Toyota Land Cruiser 70 на початку випуску являла собою класичну конструкцію: повністю залежна, спереду і ззаду — нерозрізні мости на ресорах. У серії 70/71 була коротка колісна база (SWB), в 73/74 була середня колісна база (MWB) і в 75/77 була довга колісна база (LWB). З 1999 року автомобілі цієї серії стали оснащуватися пружинною підвіскою спереду. Повний привід побудований за схемою PartTime — жорстко підключається привід на передні колеса, без міжосьового диференціала, з муфтами вільного ходу (автоматичними або ручними) в передніх маточинах і пониженою передачею. Передній і задній міст окремих модифікацій може бути оснащений міжколісним диференціалом типу DiffLock або фрикційним (LSD) на задній осі. Коробка передач ручна або автоматична залежно від модифікації. Автомобілі для внутрішнього ринку оснащувалися дизельними двигунами об'ємом від 3,4 літра до 4,2 літра. Базовим служив атмосферний дизельний мотор 3B потужністю 98 к. с., який дістався від 60-ї серії. Турбований 13B-T має потужність 120 к. с. і ставився на обмежену кількість модифікацій. З 1990 року на Land Cruiser почали ставити мотори 1PZ (3,5 л) І 1HZ (4,2 л). Для внутрішнього ринку Японії випуск припинений у 2004 році. Випускається по даний час в оновленій версії з 2007 року в експортному варіанті, тільки з механічною коробкою передач. Машини з 2007 року штатно оснащені лебідкою і шноркелем. З 2014 року відновлено виробництво машин для внутрішнього ринку Японії з 4,0 літровим бензиновим мотором і автоматичною коробкою передач. Для ринку Австралії машини комплектуються 4,5 літровим турбодизелем.
В автомобілях 40 та 50-ї серій у якості основного методу з'єднання основних елеметов несучої рами використовувався метод клепки, а деталі рами Land Cruiser 70 з'єднані за допомогою лазерної довідки, що дозволило зробити конструкцію автомобіля більш міцною.

### Двигуни
Бензинові
- 2,4 л 22R I4
- 4,0 л 1GR-FE V6
- 4,0 л 3F I6
- 4,5 л 1FZ-FE I6

Дизельні
- 2,4 л 2L I4 (diesel)
- 2,4 л 2L-T I4-T (diesel)
- 2,5 л VM HR588 I5-T (Італія)
- 3,0 л 1KZ-T I4-T (diesel)
- 3,4 л 13B-T I4-T (diesel)
- 3,4 л PZ I5 (diesel)
- 4,0 л 2H I6 (diesel)
- 4,2 л 1HD-FTE I6-T (diesel)
- 4,2 л 1HZ I6 (diesel)
- 4,5 л 1VD-FTV V8-T (diesel)

## Land Cruiser 80 (1990—1997)

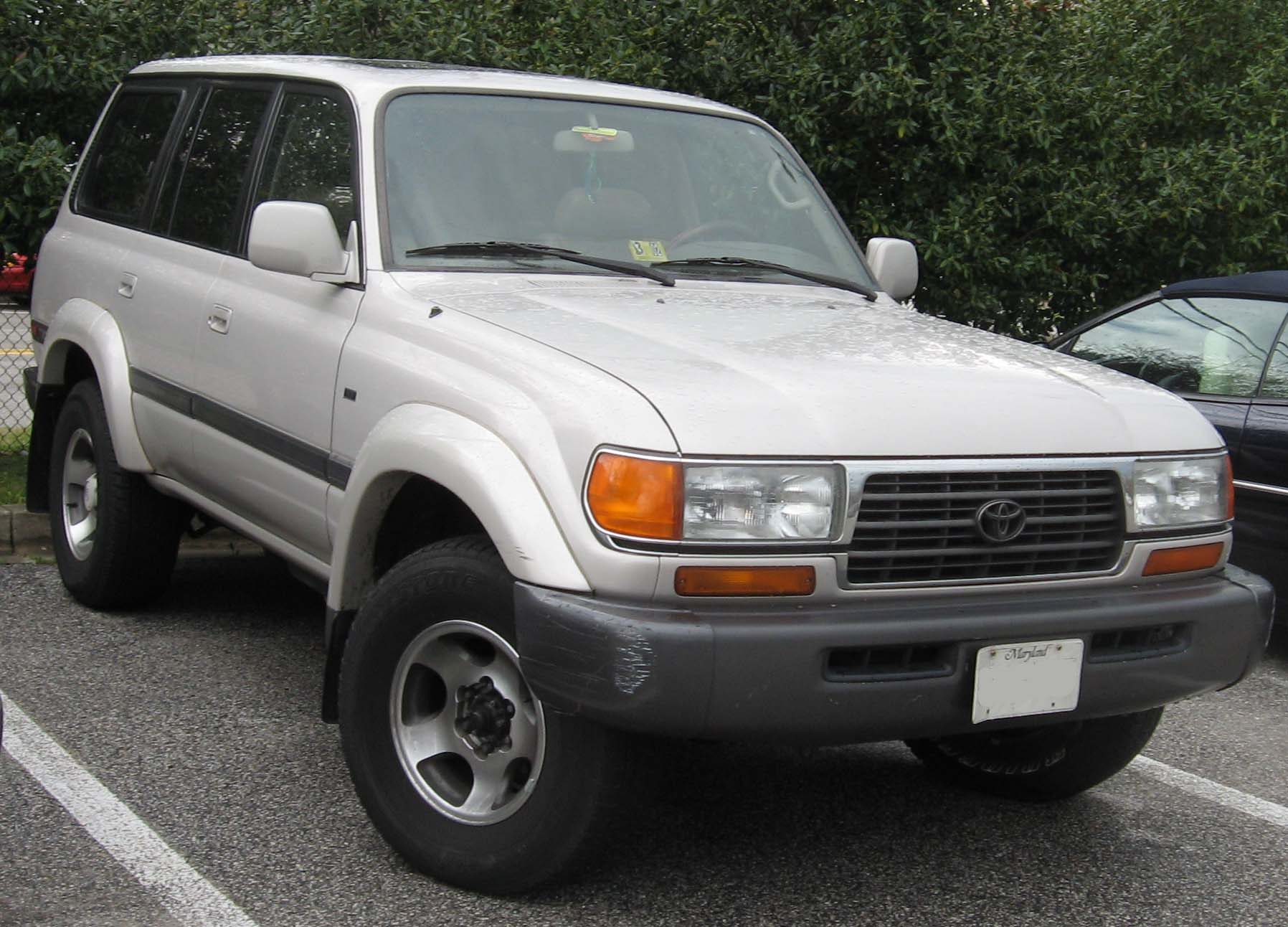
Land Cruiser 80 (1995—1997)

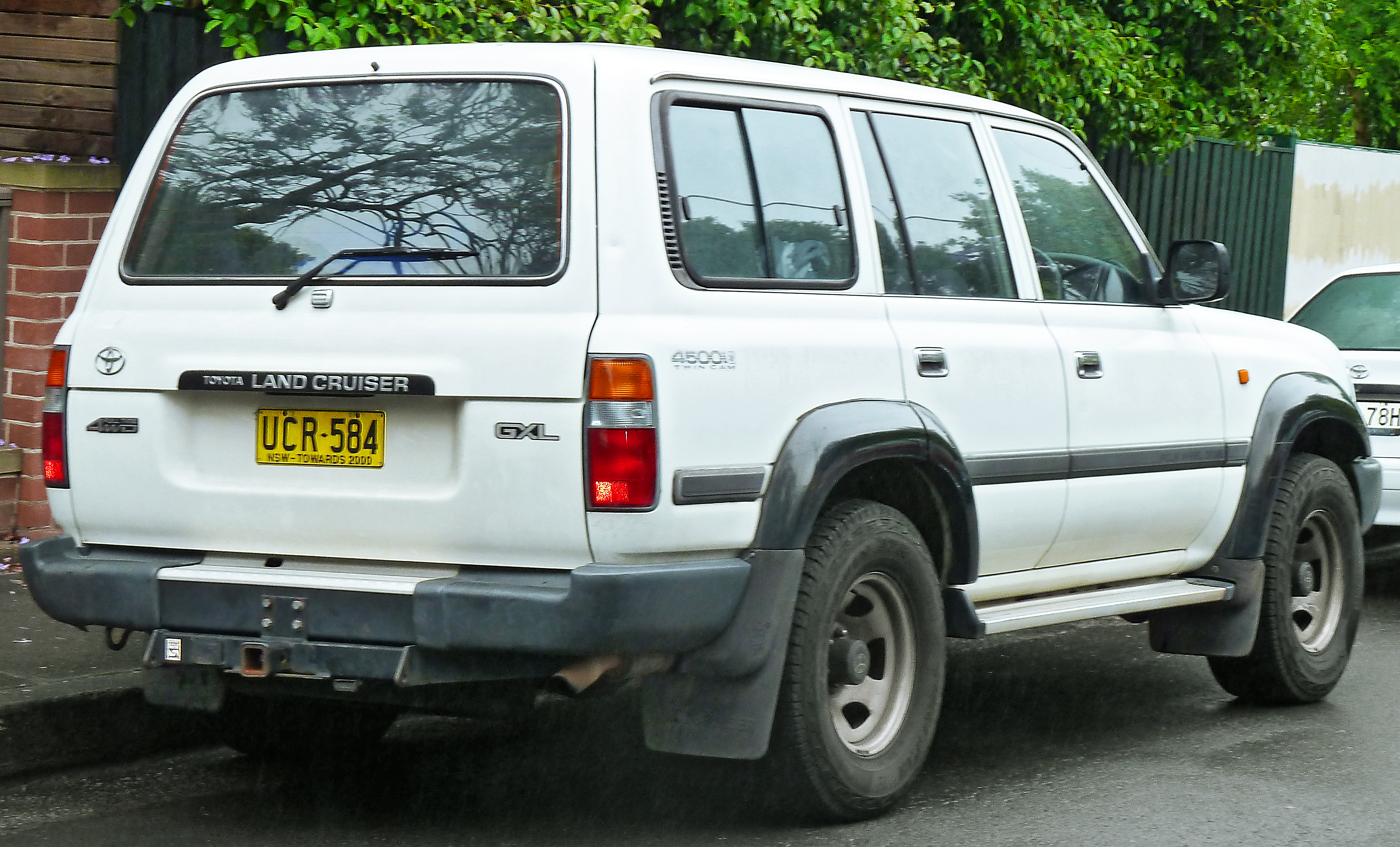
Land Cruiser 80

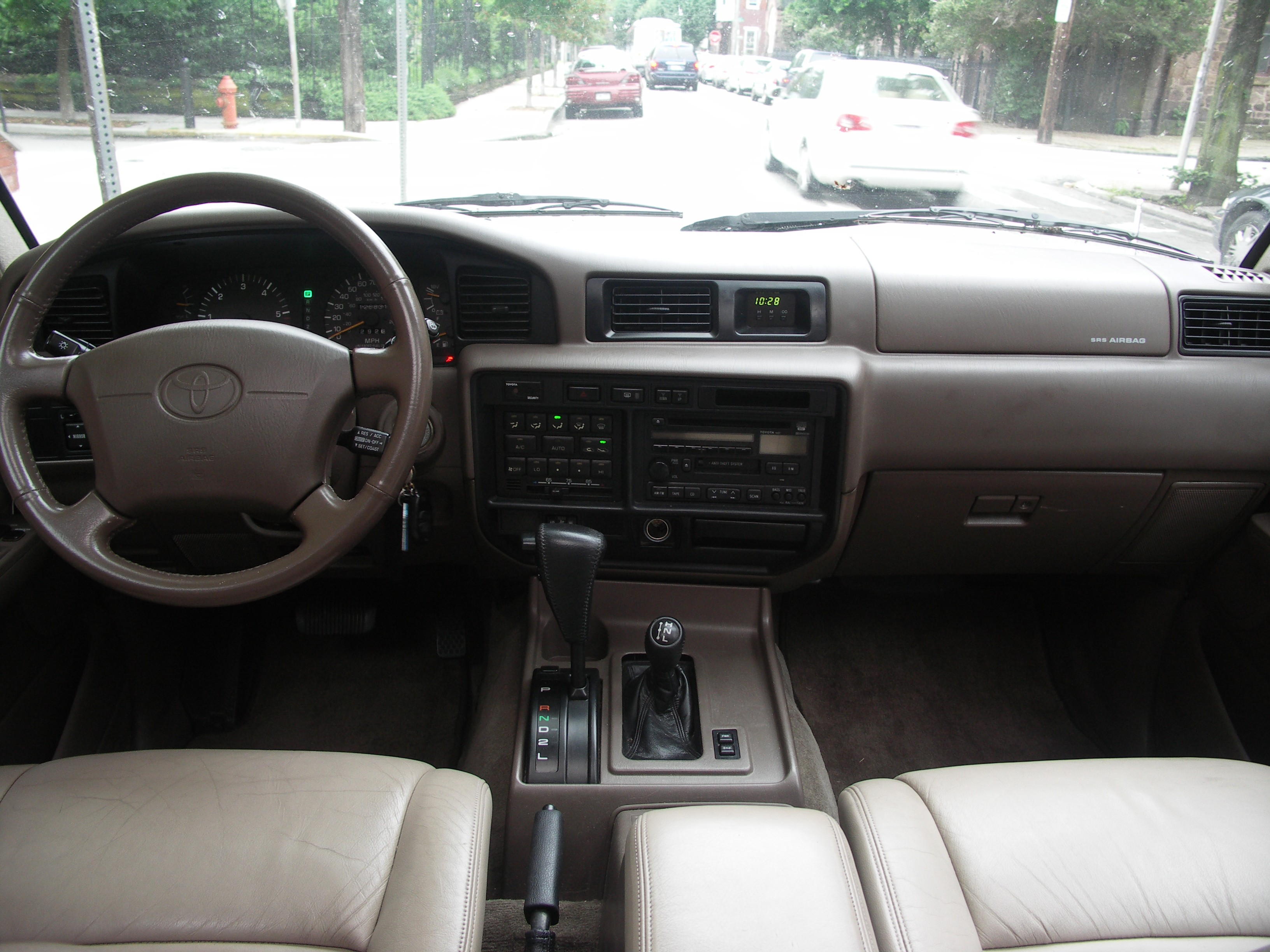
Land Cruiser 80

Land Cruiser 80 серії був представлений у жовтні 1989 року на Токійському автосалоні і запущений на початку 1990 року. Ця серія відрізнялася від своїх попередників кілька більш округлими контурами, збільшеною жорсткістю рами і кузова і, зрозуміло, «начинкою». Покупець міг вибрати одну з трьох модифікацій — від найпростішої «STD» до престижної «VX».
Toyota Land Cruiser 80 STD в силу своєї простоти і надійності в багатьох країнах використовувався в якості армійського позашляховика. У цій моделі — мінімум електроніки, відсутня ABS, яка боїться бруду. В якості додаткової опції пропонувалося встановити механічну лебідку з максимальним зусиллям 4 тонни, незамінну при їзді по бездоріжжю. Land Cruiser 80 STD чудово проявив себе в самих екстремальних умовах.
Toyota Land Cruiser 80 GX відрізнялася більш високим рівнем комфорту. Ця модель оснащувалася двигунами двох типів — 6-циліндровим 130-сильним дизелем об'ємом 4,2 літра або 6-циліндровим бензиновим агрегатом, робочим об'ємом 4,5 літра потужністю 213 кінських сил. Toyota Land Cruiser 80 VX — автомобіль класу «люкс», обладнаний усіма доступними на той момент опціями. Для цієї моделі пропонувалися найпотужніші двигуни — інжекторний бензиновий і турбодизель.
Автомобілі 80-й серії трьома типами двигунів: дизельний двигун 1HZ, дизельний двигун із турбо-наддувом 1HD-T з прямим уприскуванням палива і бензиновий двигун 3F-E, Всі автомобілі 80-ї серії мали пружинну підвіску. Практично всі автомобілі оснащувалися постійним повним приводом, хоча випускалася модифікація з повним приводом тупу Part Time з можливістю підключення переднього моста.
З'явився повний привід із блокуванням міжосьового диференціала, пружини замість ресор. Автомобіль став безпечнішим завдяки опційній ABS і фронтальним подушкам.
У січні 1995 року модель зазнала рестайлінг: фірмовий напис на решітці радіатора змінилася значком, також зміни були зроблені в панелі позашляховика.
У серпні 1996 року в стандартну комплектацію всіх моделей була включена система ABS і подушки безпеки для водія і переднього пасажира.
У грудні 1997 року виробництво Toyota Land Cruiser 80 було припинено. Починаючи з 80-ки пішли в серію і Lexus LX.

### Двигуни
У різний час на «вісімдесятку» встановлювалися такі рядні двигуни.
- Бензинові: карбюраторні 3F-E 4,0 л (152—167 к. с., до 1992 р.); 1FZ-F 4,5 л (190 к. с.), інжекторний 1FZ-FE 4,5 л (205—215 к. с.)
- Дизельні: атмосферне — 1HZ 4,2 л (120—136 к. с.), турбо — 1HD-T 4,2 л (156—165 к. с.); 1HD-FT 4,2 л 24V (170 к. с.)

## Land Cruiser 100 (1998—2007)

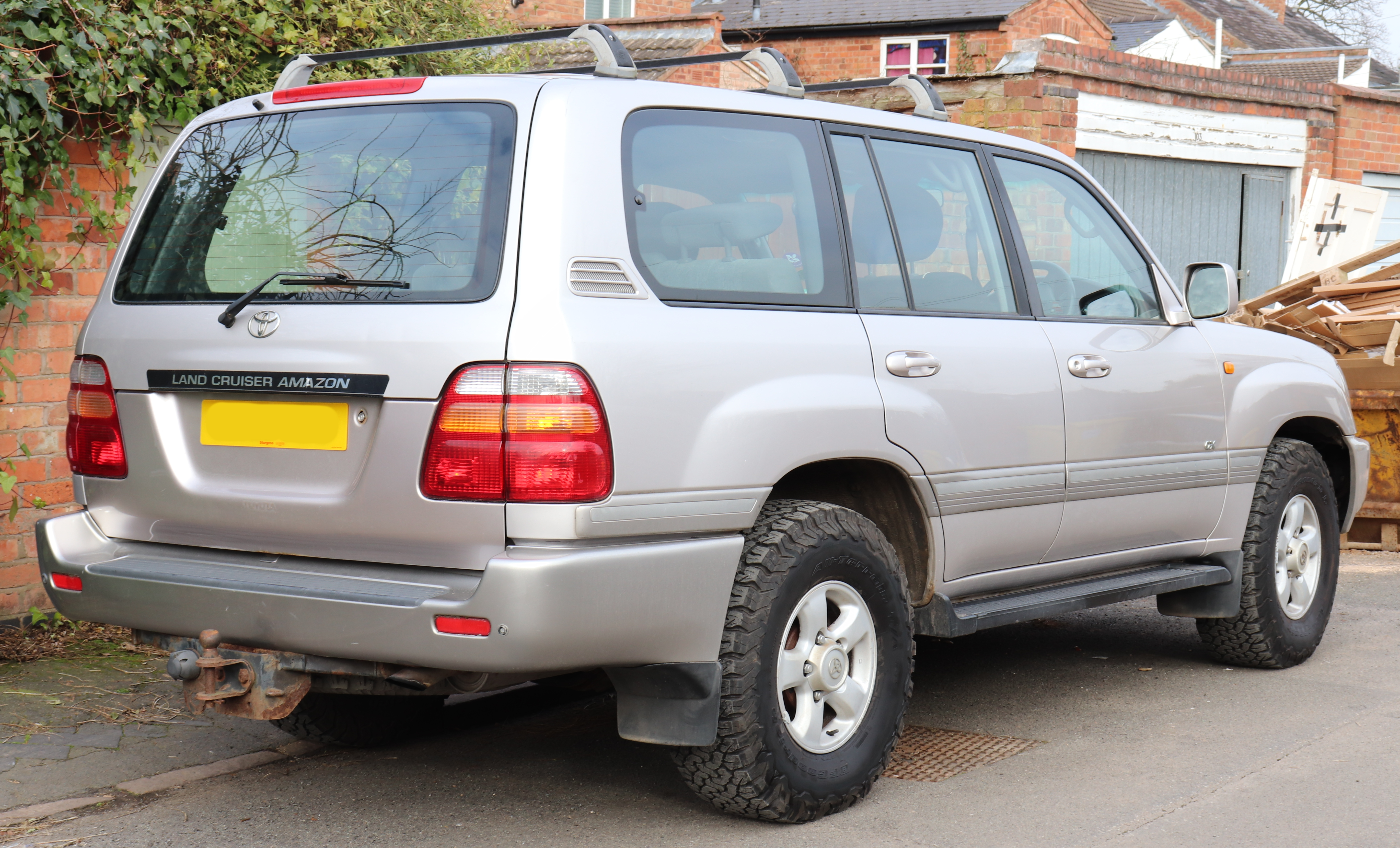
Land Cruiser 100 (1998—2002)

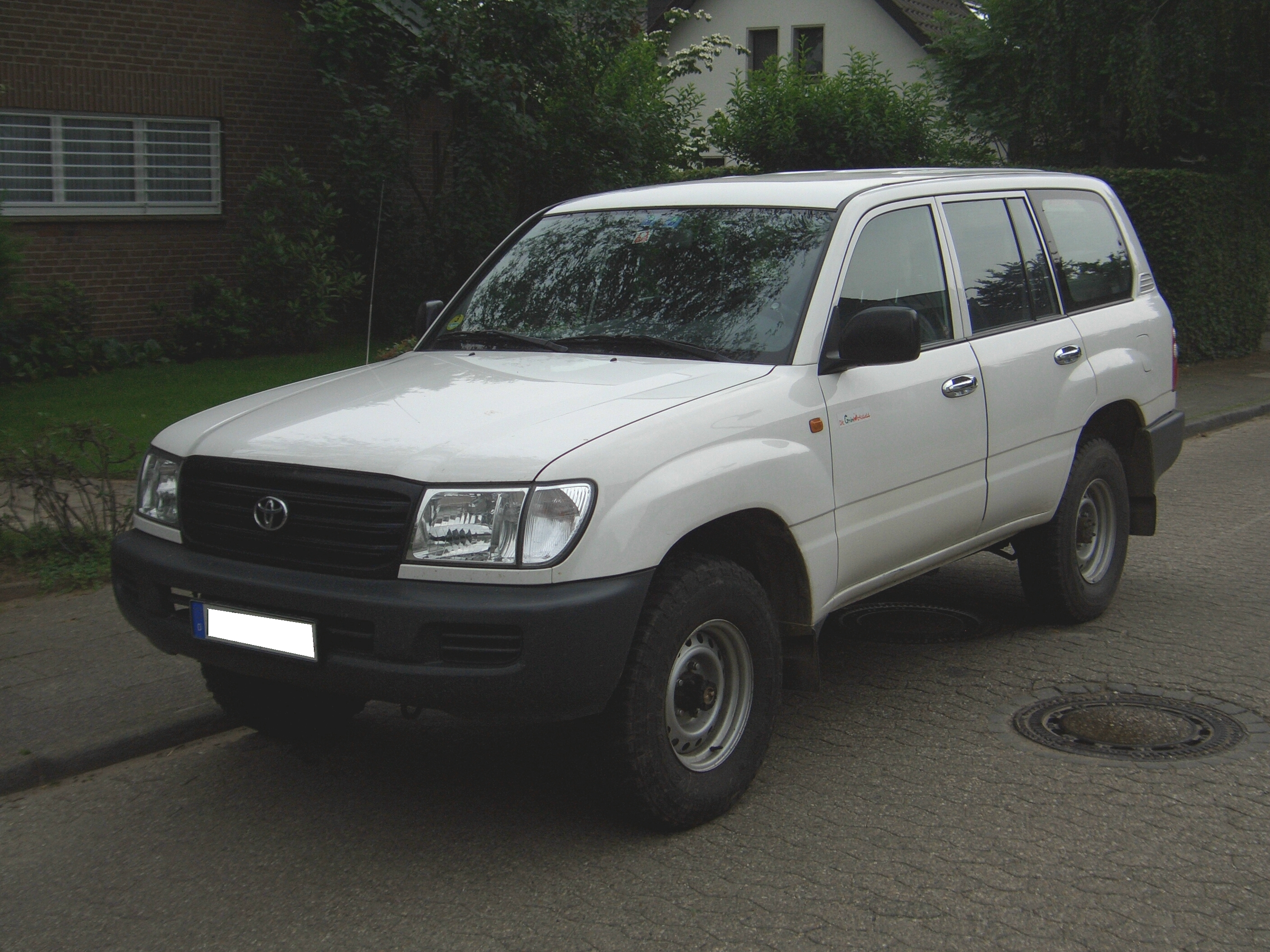
Land Cruiser 105

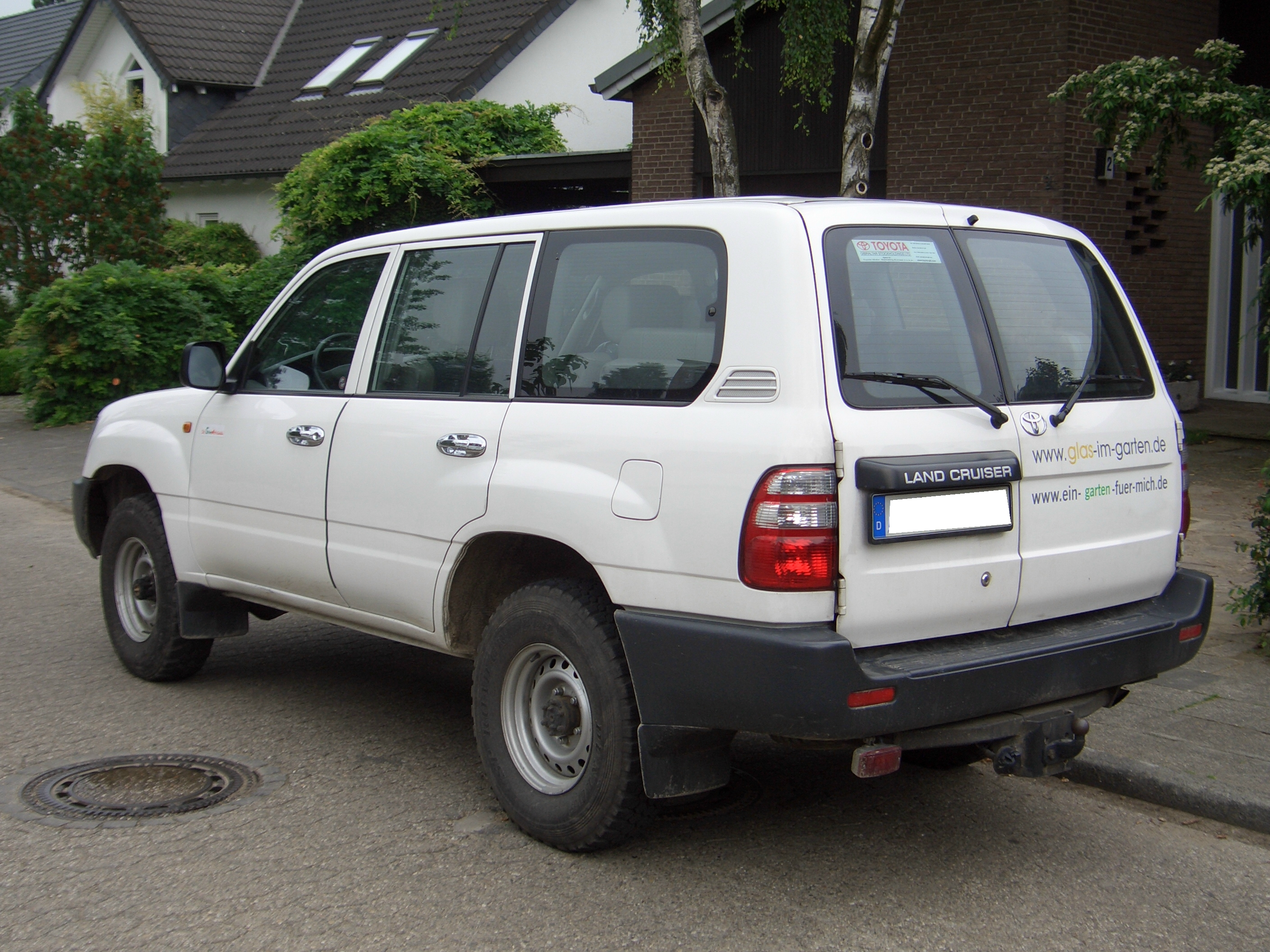
Land Cruiser 105

Позашляховик Land Cruiser 100 належить до класу Station Wagon по внутрішній класифікації автовиробника, був представлений в 1997 році на міжнародному автосалоні в Токіо, після чого почалося його виробництво, а продажі стартували на початку 1998 року. Land Cruiser 100 технічно являв собою класичний рамний позашляховик із традиційним розташуванням агрегатів і незалежною передньою підвіскою (тільки в комплектації GX (Land Cruiser 105) встановлювалася залежна передня підвіска (нерозрізний міст)). Позашляховик отримав рейкове кермове управління. Для подальшого підвищення комфорту і стабільності управління з'явилися система Skyhook TEMS і система гідравлічної регулювання кліренсу (АНС), які поліпшують робочі характеристики автомобіля при їзді по брукованих дорогах.
Land Cruiser 100 став більшим за свого попередника. Салон став відчутно просторішим і комфортабельнішим. Збільшення габаритів вимагало посилення корпусу — в порівнянні з «Land Cruiser 80» він став міцніше в середньому на 50 %. Таке значне збільшення показників поздовжньої, діагональної і поперечної жорсткості досягнуто завдяки застосуванню сталевих листів змінного профілю і інших підсилюючих елементів конструкції. Деякі деталі, які найбільшою мірою піддаються ризику корозії, прикриті листами із спеціального нержавіючого сплаву.
Toyota Land Cruiser 100 оснащувався двома бензиновими: рядний 6-циліндровий, 4,5 літра і V-подібний 8-циліндровий, 4,7 літра; і трьома дизельними двигунами: 4,2-літровий 6-циліндрів, існував в атмосферній модифікації (1HZ) і у двох версіях із турбіною (1HD-T) та доповненою інтеркулером (1HD-FTE). Пропоновані для Land Cruiser 100 коробки передач — 4-ступінчаста автоматична і 5-ступінчаста механічна.
Засоби безпеки включають: підсилювач рульового управління, ABS, гідропідсилювач гальм, подушки безпеки для водія і переднього пасажира, підголовники, а також триточкові ремені безпеки з преднатяжителями. Стандартне обладнання: центральний замок, електропривід дзеркал і стекол, клімат-контроль, круїз-контроль, дві допоміжні розетки електроживлення, підстаканники і численні відсіки для зберігання різних предметів, вбудована в центральну консоль автомагнітола, іммобілайзер, термопоглощающіе скла з тонуванням, сталеві колісні диски. Додаткове обладнання: кондиціонер, центральний замок із дистанційним управлінням, CD-чейнджер, легкосплавні колісні диски і ін.
У 2001 році Toyota відзначала півстолітній ювілей моделі Land Cruiser. За твердженням маркетологів компанії, за ці роки на світовому ринку було продано замалим не 4 мільйони примірників Toyota Land Cruiser. На честь річниці була випущена спеціальна серія цих культових автомобілів — «50th Anniversary». Ювілейні екземпляри відрізняються від звичайних автомобілів хромованими алюмінієвими дисками коліс, ювілейної емблемою на кузові, обробленим шкірою і деревом рульовим колесом, спеціальними накладками на порогах і логотипами золотистого кольору.
У 2002 році позашляховик зазнав рестайлінг: змінилася головна оптика, решітка радіатора, бампери, обробка салону. На ринку США оновлений Land Cruiser стали позначати як Land Cruiser Amazon, щоб уникнути плутанини з набираючою популярність моделлю Prado.
У 2005 році позашляховик зазнав другий рестайлінг: змінилася решітка радіатора, оптика та обробка салону.

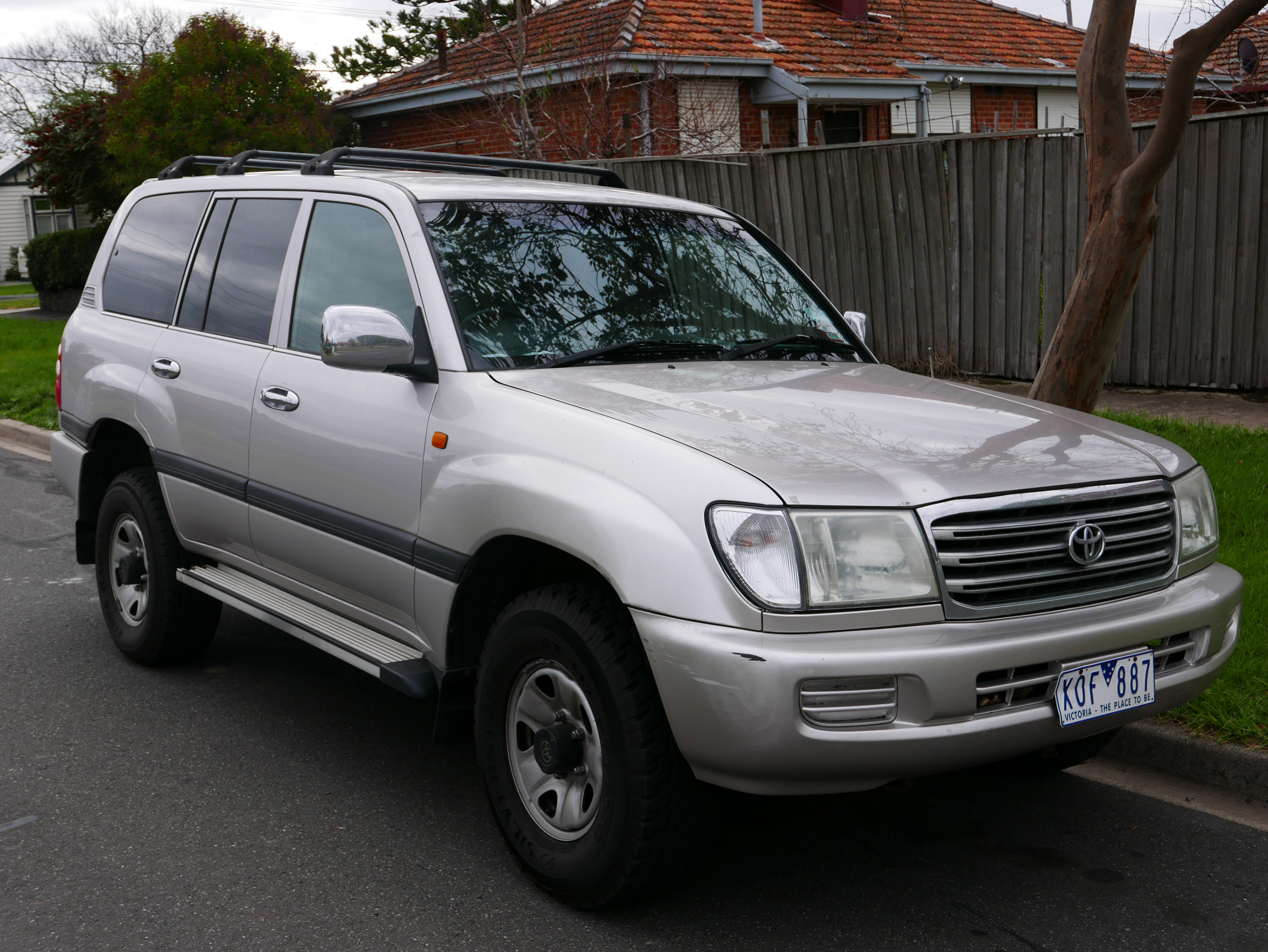
Land Cruiser 100 (2002—2005)
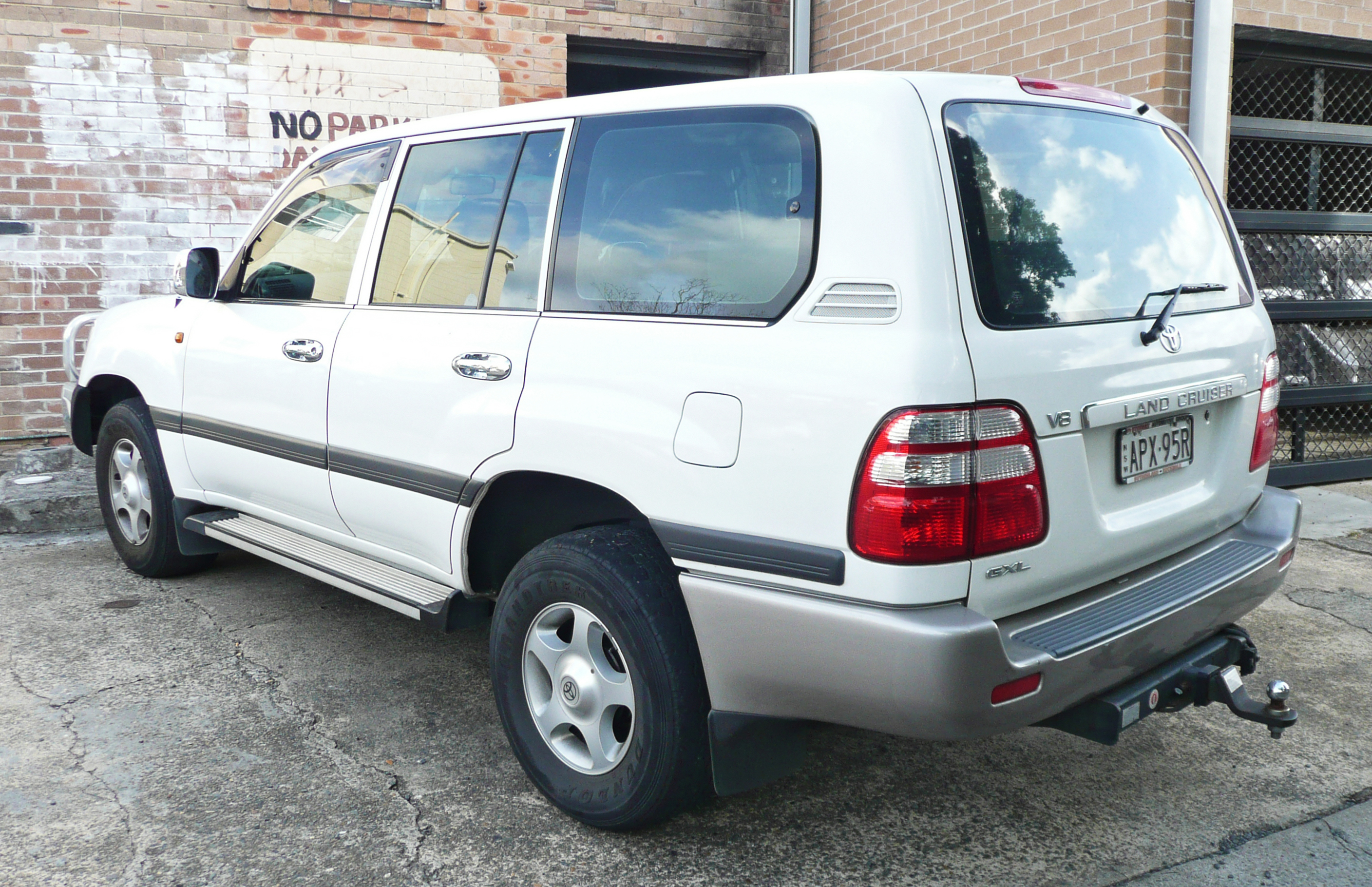
Land Cruiser 100 (2002—2005)
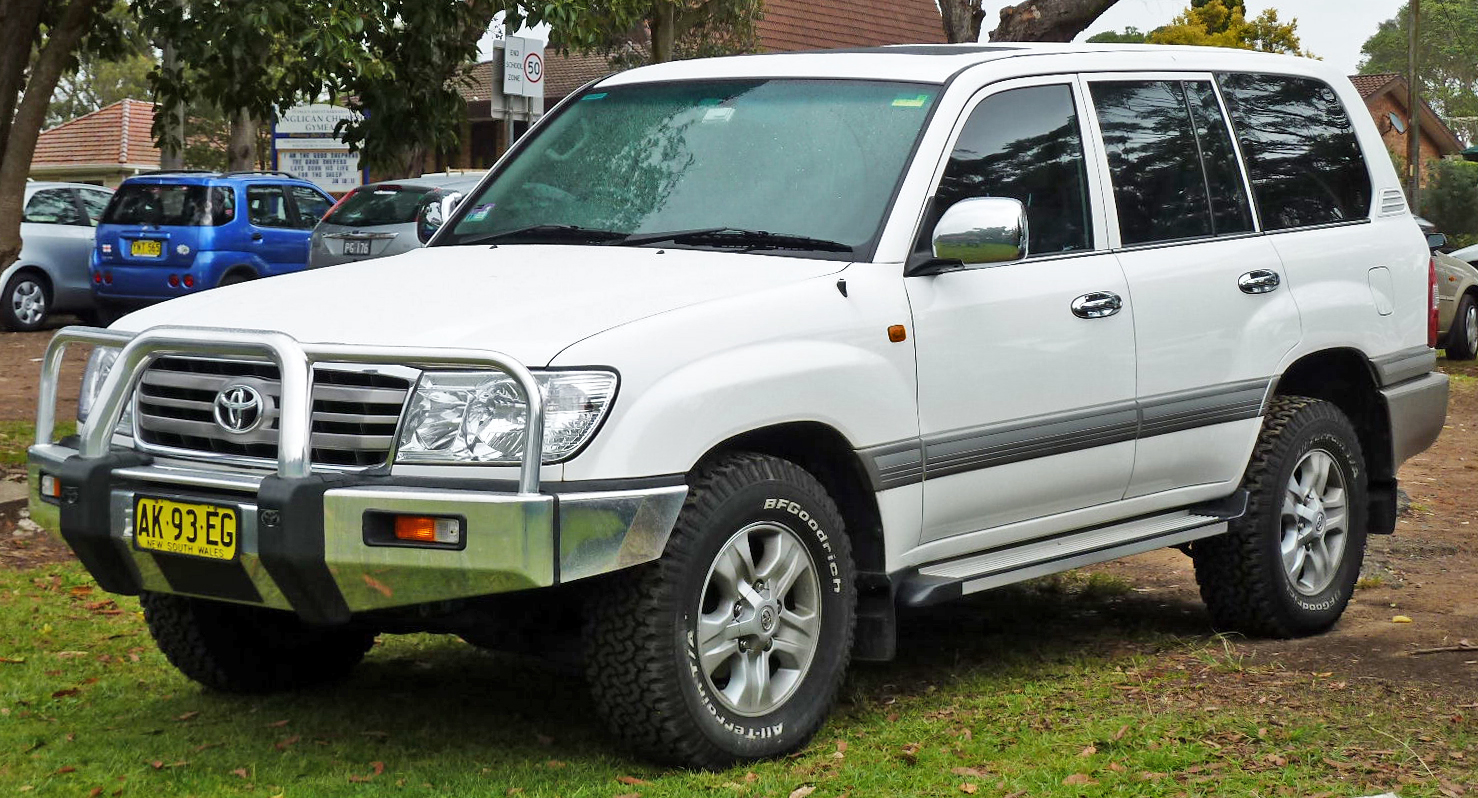
Land Cruiser 100 (2005—2007)
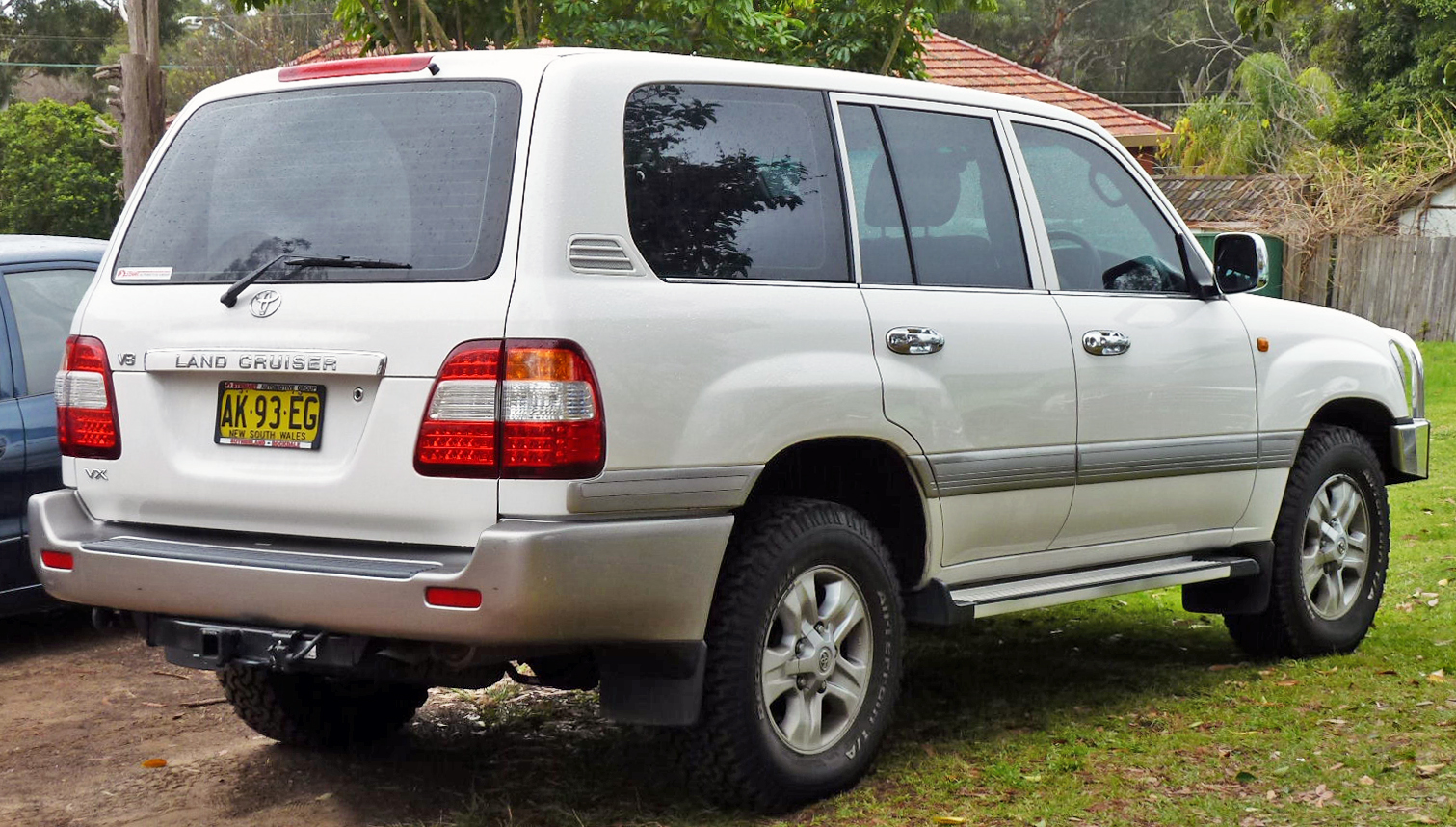
Land Cruiser 100 (2005—2007)

### Land Cruiser Cygnus

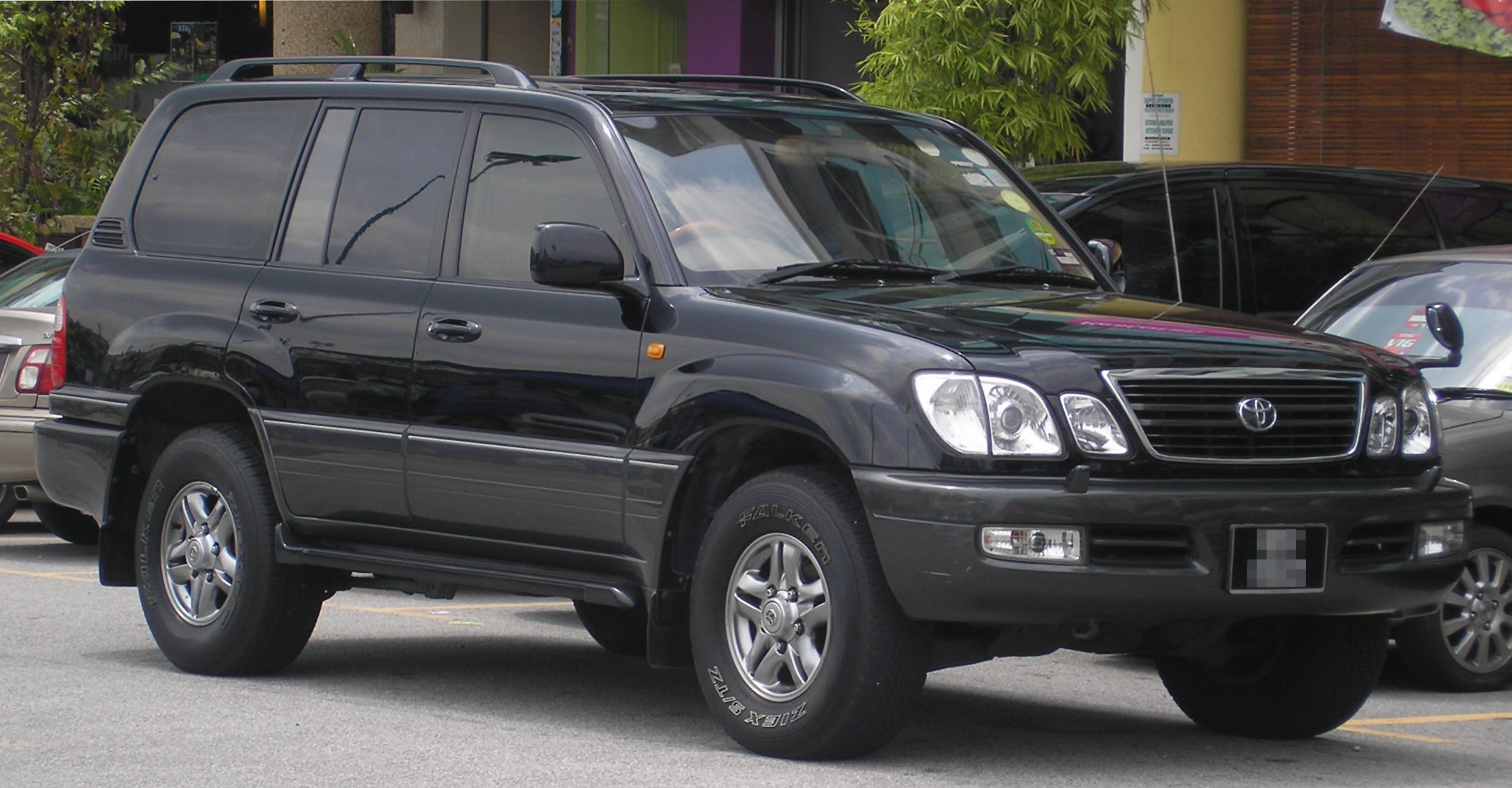
Land Cruiser Cygnus

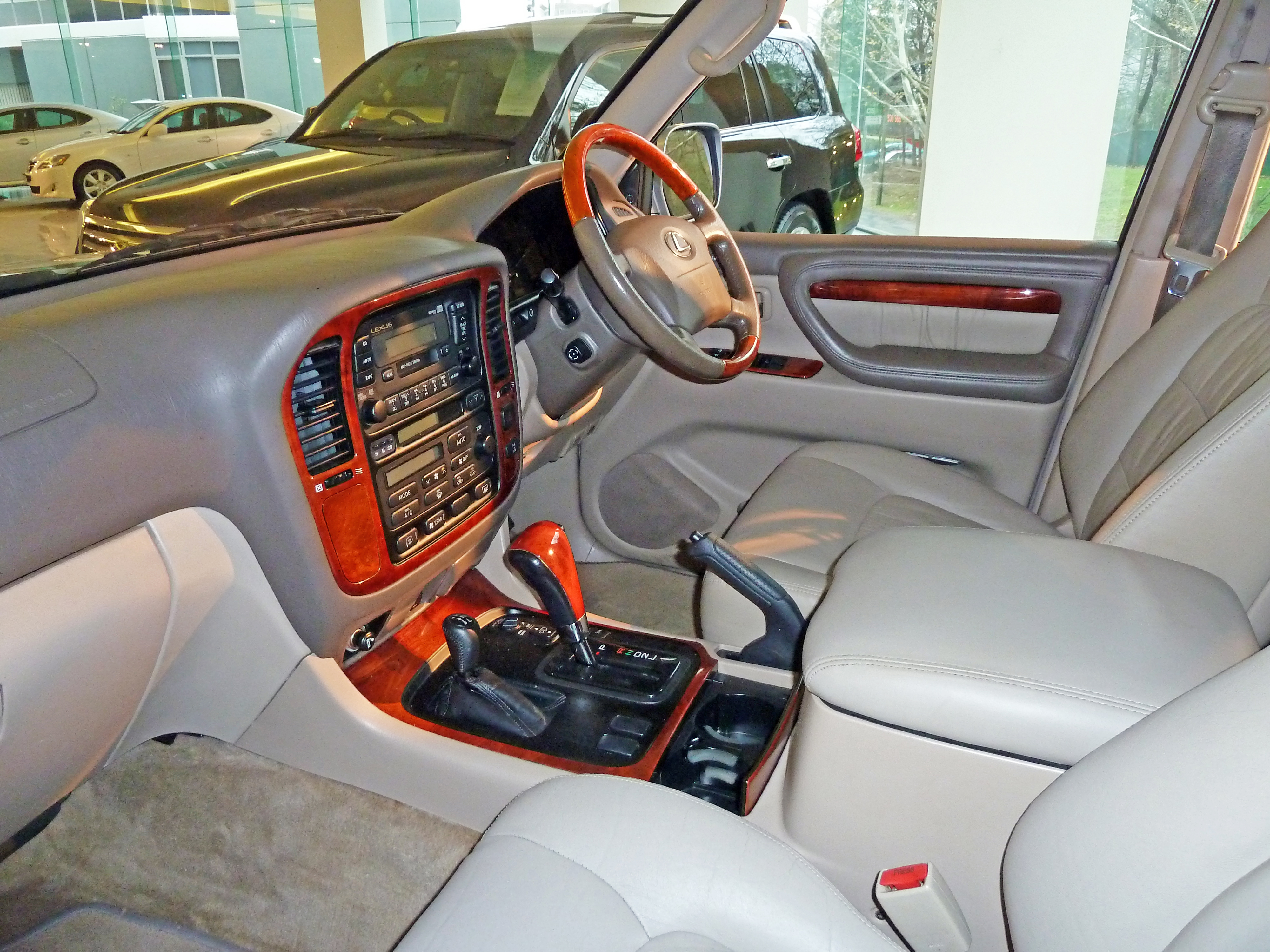
Салон

У грудні 1998 року на внутрішньому японському ринку у продажу з'явився Land Cruiser Cygnus — представницький позашляховик, який являє собою модернізований з урахуванням побажань покупців престижних автомобілів Land Cruiser 100. Від базового автомобіля версія Cygnus відрізняється іншим оформленням передньої частини кузова (наприклад, чотирьохсекційною головною оптикою) і обробкою інтер'єру такими матеріалами як натуральна шкіра і горіхове дерево, в штатну комплектацію Land Cruiser Cygnus входять, наприклад, камера заднього виду і DVD-чейнджер.
Єдиний доступний для автомобіля двигун — 4,7-літровий 2UZ-FE потужністю 235 к. с., що працює в парі з автоматичною коробкою перемикання передач. У базову комплектацію Toyota Land Cruiser Cygnus входить система автоматичного регулювання гідропідвіска TEMS (рівень жорсткості і висота дорожнього просвіту змінюються або автоматично залежно від режиму руху, або встановлюються на вимогу водія). Максимальна висота кліренсу позашляховика складає 270 мм (на бездоріжжі), в звичайному режимі — 220 мм.
У 2002 році позашляховик зазнав рестайлінг, заміну автоматичної коробки передач із чотириступінчастою на п'ятиступінчасту. На світовий ринок Toyota Land Cruiser Cygnus поставлявся як Lexus LX470.

### Двигуни
Бензинові
- 4,5 л 1FZ-FE Р6 215 к. с. 373 Н·м
- 4,7 л 2UZ-FE V8 231 к. с. 410 Н·м

Дизельні
- 4,2 л 1HZ Р6 дизель 131 к. с. 271 Н·м
- 4,2 л 1HD-T Р6 турбодизель 167 к. с. 352 Н·м
- 4,2 л 1HD-FTE Р6 турбодизель 204 к. с. 430 Н·м

### Базова комплектація
Антиблокувальні гальма, подушки безпеки та зони поглинання удару кузова і шасі — основні елементи безпеки. Всі моделі мають іммобілайзер з обхідником, встановлений у ключі запалювання. Також весь діапазон моделей має підготовлену проводку для підключення системи безпеки від Toyota. Повний комплект приладів, включаючи великий тахометр, є стандартним для всіх моделей. Рульове колесо та елементи управління дуже легкі в оперуванні і більш схожі на такі у седані. Двозонний клімат-контроль входить у базу моделей GXV. Усі інші моделі мають систему кондиціонування з механічним налаштуванням.
І задня, і передня підвіски є однаковими для усіх моделей лінійки, починаючи від Standard і закінчуючи GXL. Модель GXV, між тим, використовуючи, однакову з усіма іншими моделями, задню підвіску, отримала ще свою власну незалежну підвіску з подвійними поперечними важелями та торсіонними валами спереду. Рульове управління рейкового типу також входить до пакету моделі GXV. Чотирипоршневі передні гальмівні супорти були представлені на всіх моделях, а передні диски були збільшені у діаметрі. Моделі з протиблокувальною гальмівною системою використовують гідравлічний підсилювач типу Lexus, що включає привід, підсилювач та дозуючий клапан у головному циліндрі.

## Land Cruiser 200 (2007— 2021)

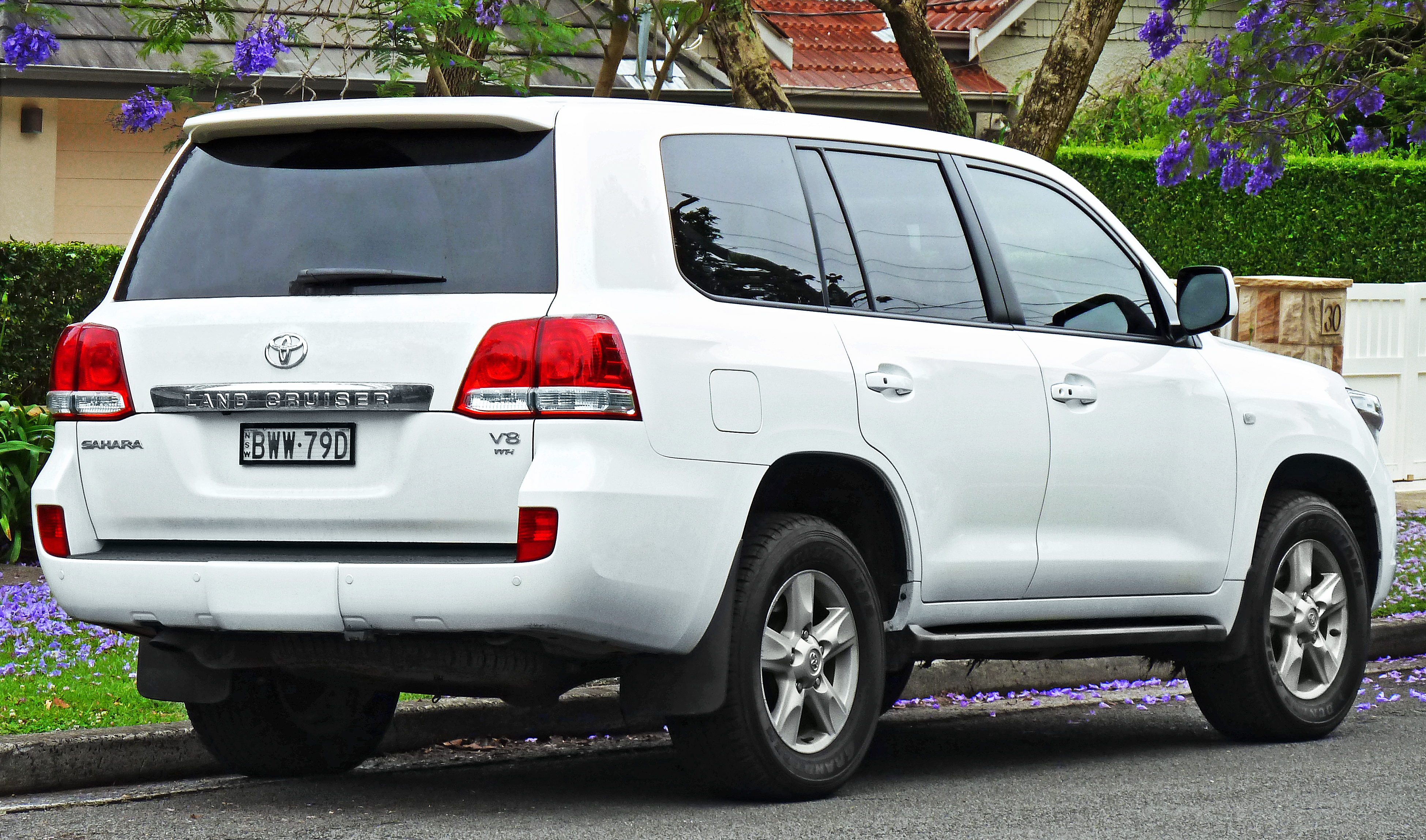
Land Cruiser 200 (2007—2012)

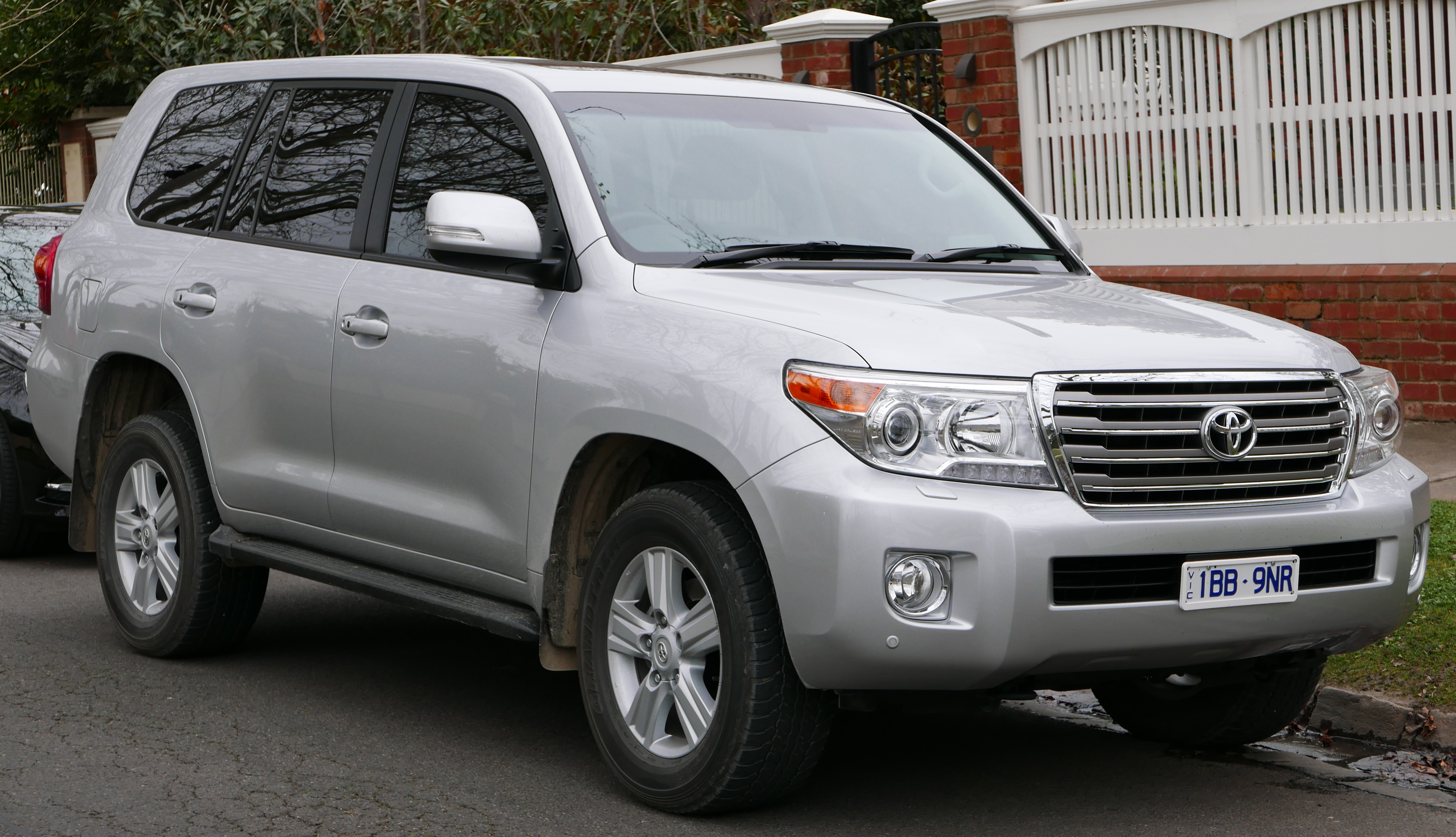
Land Cruiser 200 (2012—2015)

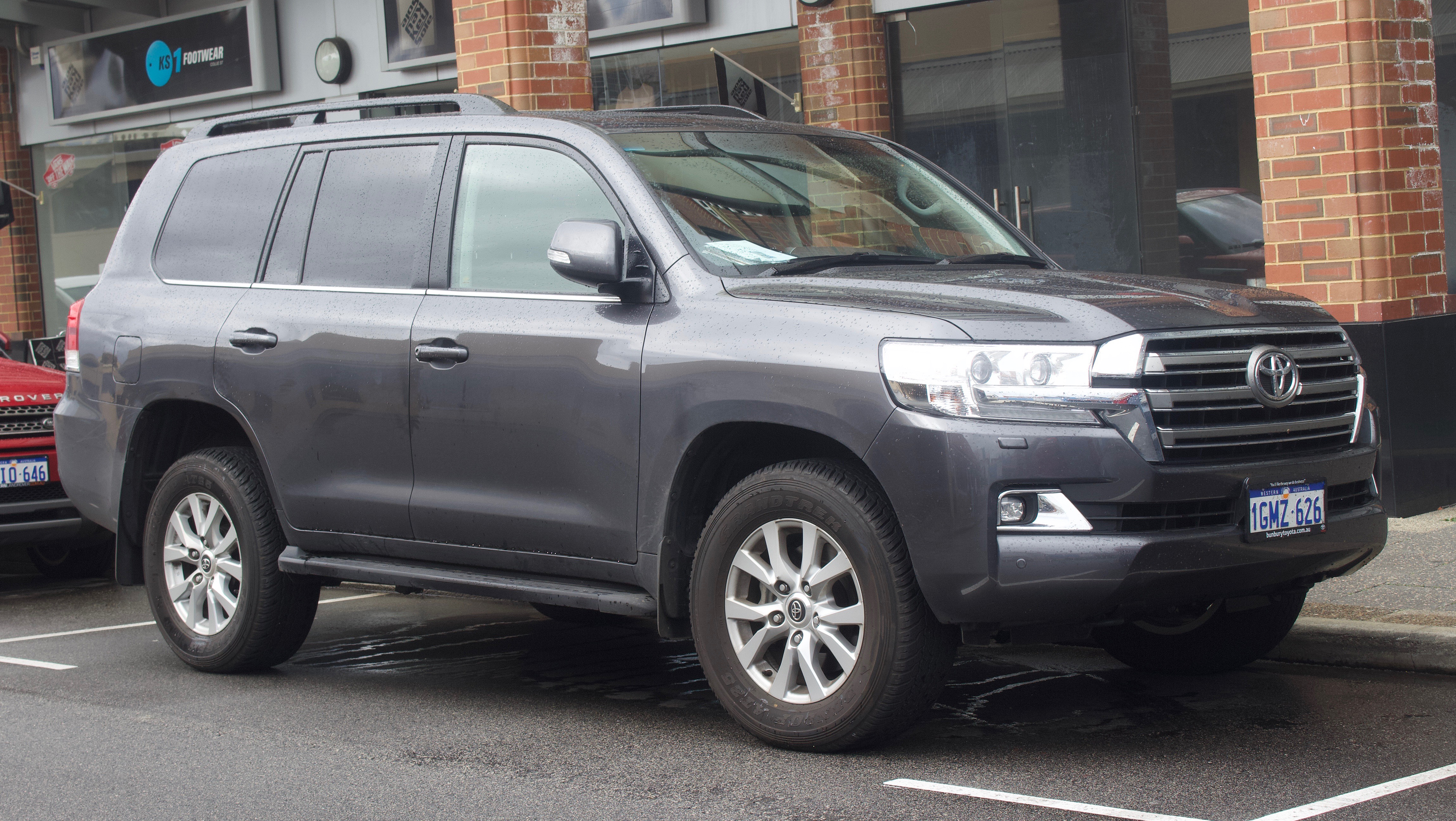
Land Cruiser 200 (з 2015)

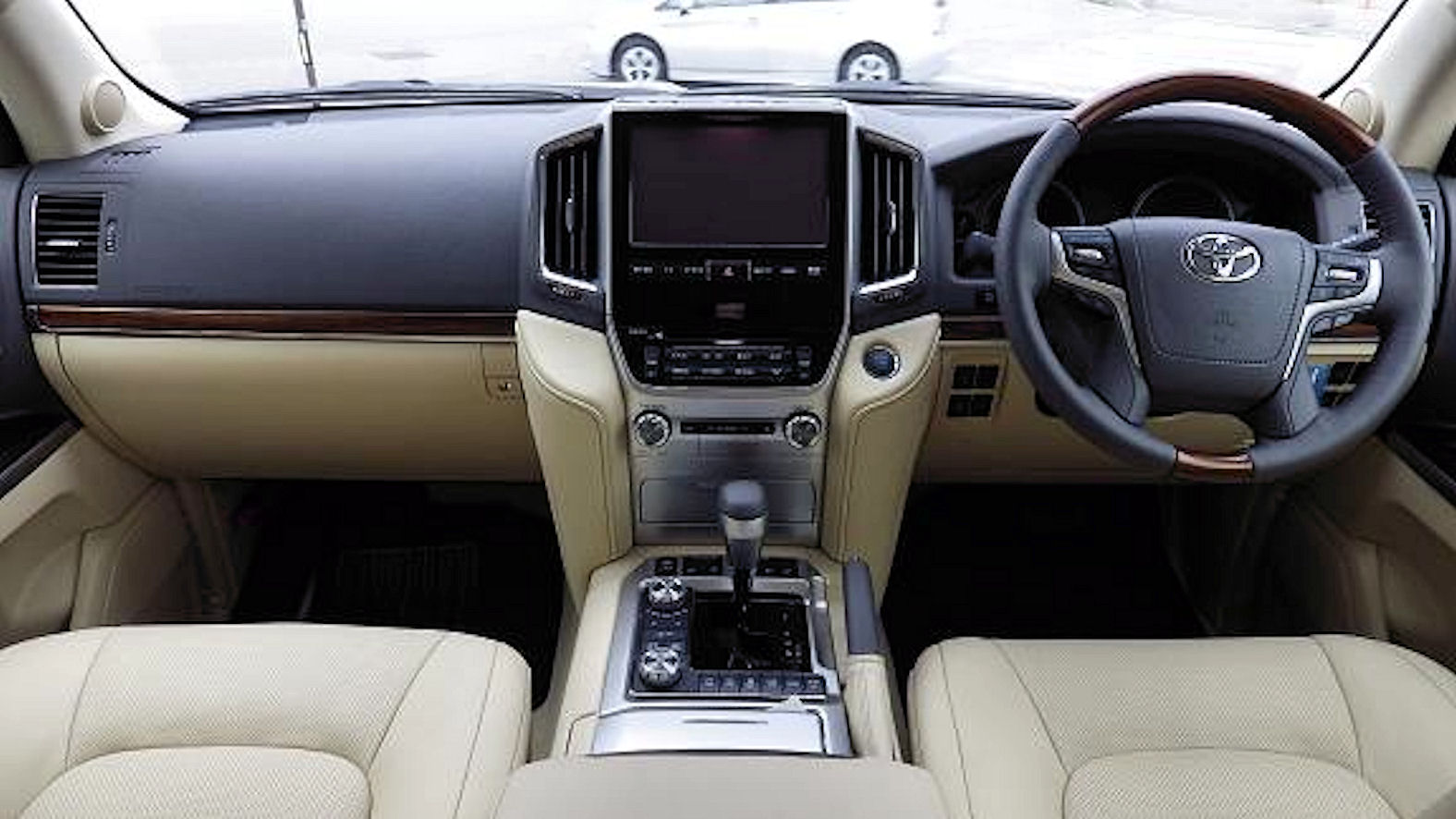
Салон Toyota Land Cruiser 200

Land Cruiser 200 має рамну конструкцію кузова і залежну задню підвіску. Однак, у порівнянні з попередньою моделлю, жорсткість кузова значно підвищили. Передня підвіска тепер пропонується тільки незалежна, причому на пружинах (а не торсіонна, як раніше). Land Cruiser отримав нову систему Crawl Control, що розподіляє крутний момент і гальмівні зусилля між колесами під час пересування по пухкому піску, сильному бруду або глибокому снігу. Система Crawl Control автоматично регулює потужність двигуна і роботу гальмівних механізмів, підтримуючи задану швидкість. Така система, за словами представників японської компанії, повинна значно полегшити роботу водія в складних дорожніх умовах і дозволити йому зосередитися на рульовому управлінні. Крім цього, новинка отримала систему Multi-terrain ABS, самостійно визначає по яким покриттю рухається автомобіль, і відповідно до цього встановлює потрібний режим роботи антиблокувальної системи гальм.
Крім звичних ABS, трекшн-контролю, і системи стабілізації в Toyota Land Cruiser 200 є система допомоги при спуску по схилу (DAC), системою допомоги при підйомі по схилу (HAC). Роздавальна коробка тепер має диференціал підвищеного тертя (Torsen LSD) і тепер може без втручання електроніки розподіляти (за потребою) крутний момент між осями (але не перевищуючи співвідношення 30:70), присутня можливість його примусового блокування. До особливостей ABS останнього покоління, яка застосована на автомобілі, можна віднести динамічну адаптацію системи до ландшафту, за яким позашляховик рухається.
Позашляховики, оснащені 4,5-літровими турбодизельними двигунами D-4D (235 к. с., 615 Н·м) та 4,7-літровими бензиновими двигунами VVT-i V8 (288 к. с., 445 Н·м). Двигуни працюють у парі з АКПП, в якій присутній ручний режим обмеження діапазону перемикання передач.
У 2012 році модель модернізували.
У 2015 році модель модернізували вдруге. Компанія Toyota додала своїм позашляховикам більше лоску, з оновленою динамічною конструкцією передньої частини автомобіля, кришкою капоту з електроприводом, оновленими габаритними вогнями, заднім бампером та 18-дюймовими колесами. Серед оновлень можна помітити і новий прогресивний комплекс систем безпеки, який включає: систему уникнення можливого зіткнення, систему слідкування за розміткою, автоматичні фари дальнього світла та круїз-контроль із динамічним радаром. З'являться також головний пристрій аудіо системи та бездротова зарядка телефону Qi. Єдиним доступним двигуном для Toyota Land Cruiser є 5,7-літровий V8 з 381 кінськими силами. Він поєднується з новою восьмиступінчастою автоматичною коробкою передач та повним приводом. Така комбінація повністю відповідає параметрам розкішного автомобіля. Крім того, цей силовий агрегат дозволяє буксирувати до 3629 кг.
У 2020 році стала доступна нова версія Land Cruiser Heritage Edition. Відмінності спеціальної варіації від базової: 18-дюймові «бронзові» колісні диски BBS, відсутність хромованих молдингів та підніжок, затемнені протитуманні фари, шильдики в стилі ретро на задніх стійках. У Heritage Edition відсутній третій ряд сидінь. Модель поставляється з 5,7-літровим двигуном V8, восьмиступінчастою автоматичною коробкою передач і повним приводом. В такому оснащенні позашляховик розганяється до 100 км/год за 7 секунд та витрачає біля 15 л пального на 100 км поїздки у комбінованому циклі.

### Двигуни
Бензинові
- 4,0 л 1GR-FE V6 потужність 271 к. с.
- 4,6 л 1UR-FE V8 потужність 309 к. с. (з 2012)
- 4,7 л 2UZ-FE V8 потужність 288 к. с.
- 5,7 л 3UR-FE V8 потужність 367 к. с.

Дизельні
- 4,5 л 1VD-FTV (D-4D) V8 потужність 235 к. с. крутний момент 615 Н·м (2007—2015)
- 4,5 л 1VD-FTV (D-4D) V8 потужність 249 к. с. крутний момент 650 Н·м (з 2015)

## Land Cruiser 300 (2021— теперішній час)

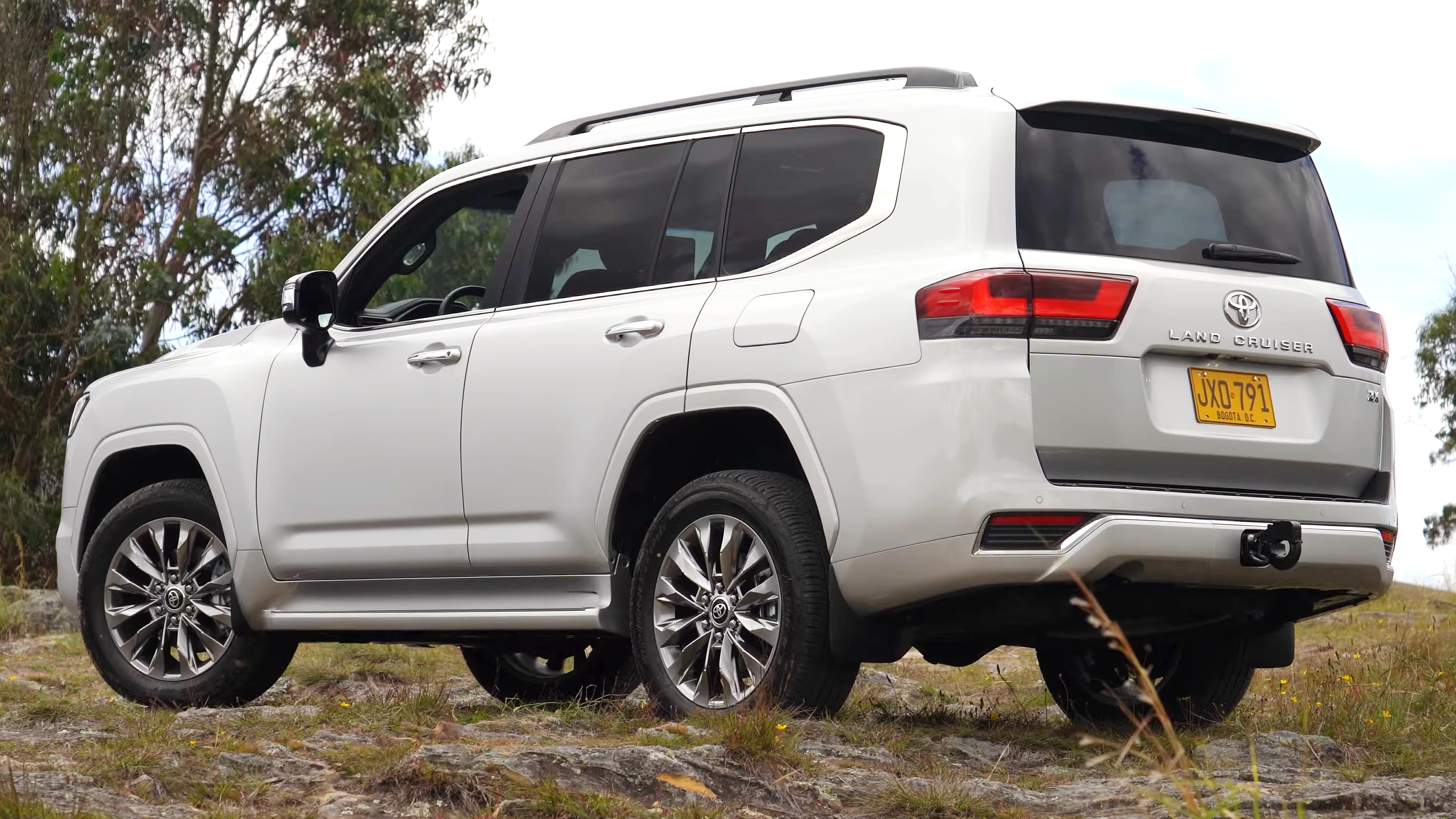
Toyota Land Cruiser 300

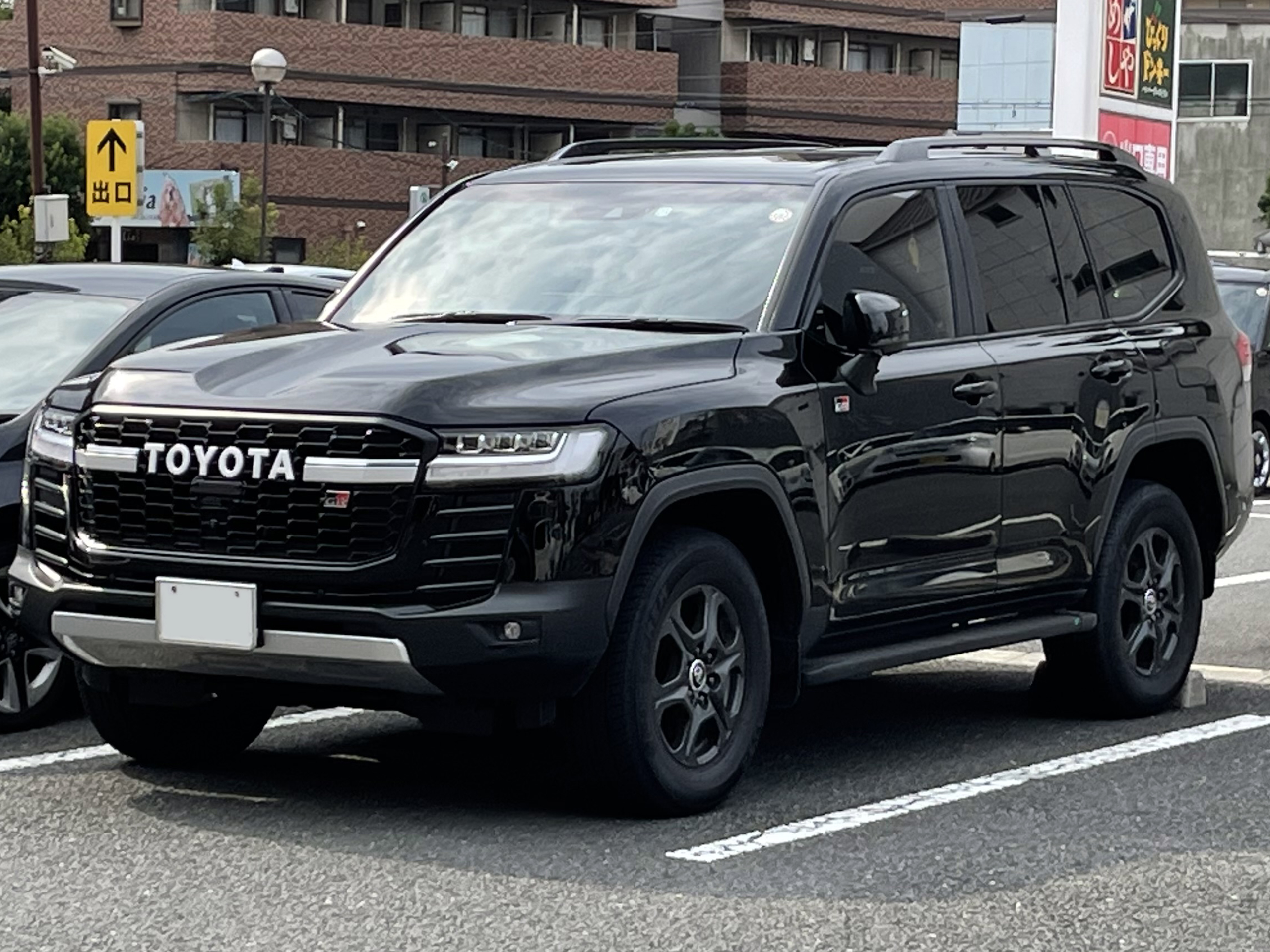
Toyota Land Cruiser GR Sport

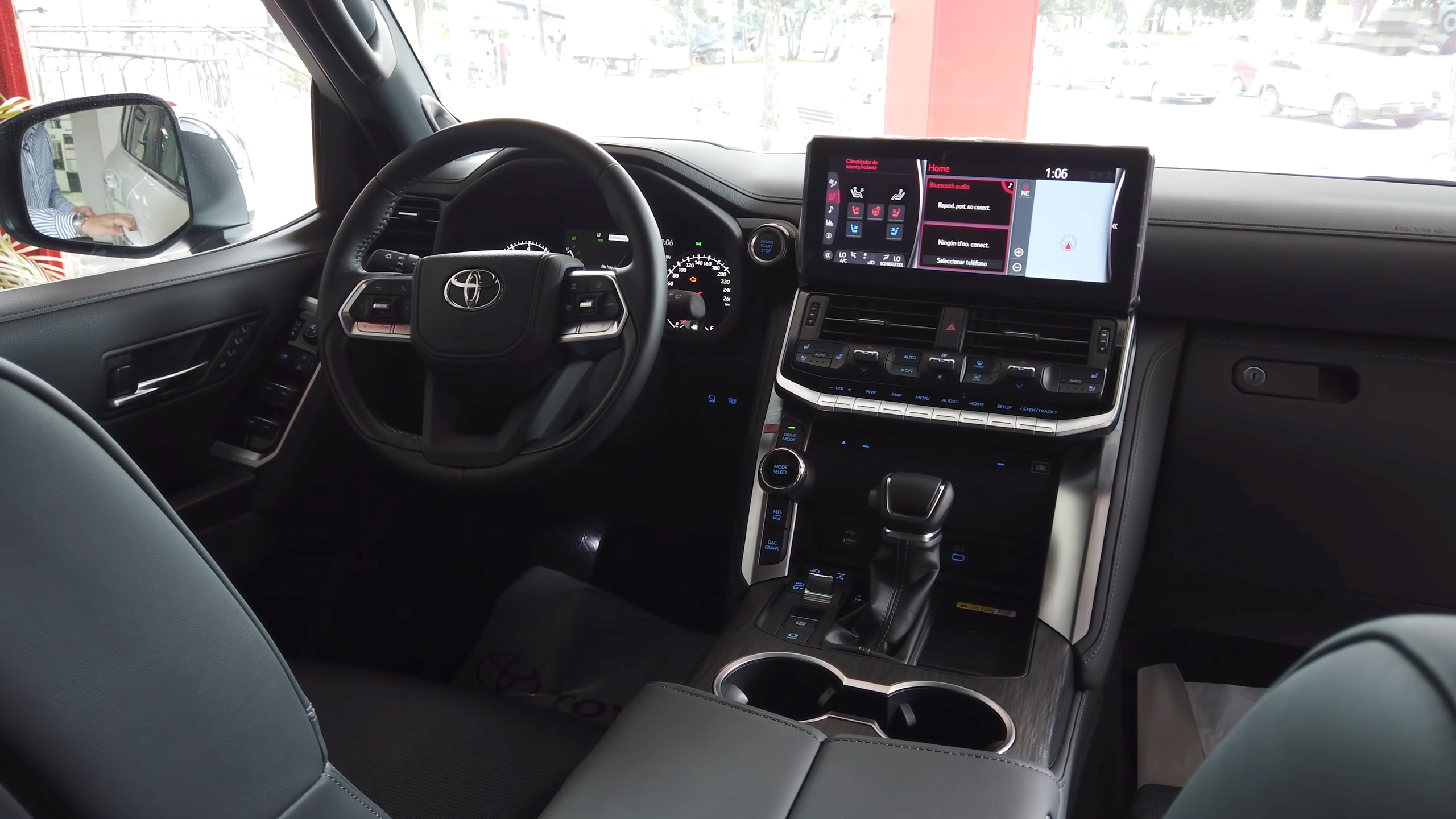

9 червня 2021 року відбувся дебют Toyota Land Cruiser 300. Позашляховик збудовано на новій платформі TNGA GA-F. Рама і кузов стали легше на 200 кг, центр ваги розташований нижче. Кузов виконаний з алюмінію, крім задніх крил. У системи вирівнювання кузова KDSS наступного покоління тепер за окремим контуру на кожен стабілізатор поперечної стійкості і три гідроциліндра з електронним управлінням замість колишніх двох. І називається вона відтепер E-KDSS.
Автомобіль отримав бензиновий двигун 3.4 л V35A-FTS V6 415 к.с. 650 Нм та турбодизель 3.3 л F33A-FTV V6 299 к.с. 700 Нм.

### Двигуни
Бензинові
- 3.4 L V35A-FTS twin-turbo V6 415 к.с. 650 Нм (VJA300)
- 4.0 L 1GR-FE V6 275 к.с. 385 Нм (GRJ300)

Дизельний
- 3.3 L F33A-FTV twin-turbo V6 299 к.с. 700 Нм (FJA300)